# Ljusterö
För andra betydelser, se Ljusterö (olika betydelser).

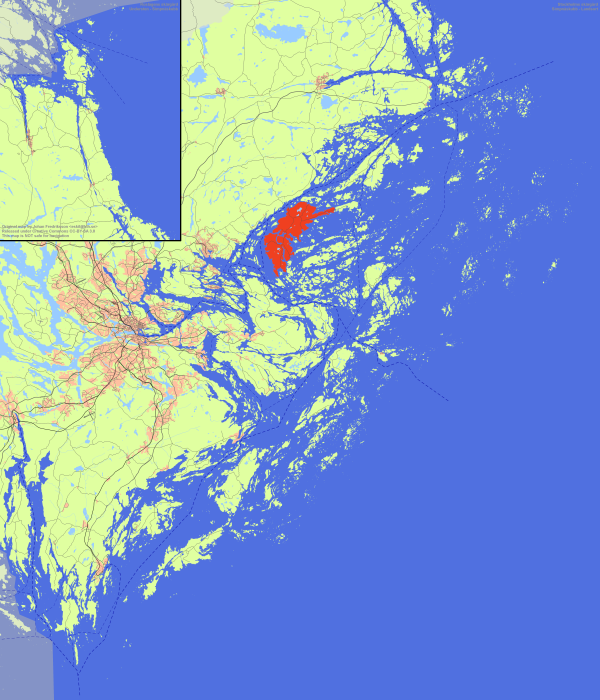
Ljusterös läge i Stockholms skärgård.

Ljusterö, som ligger i Österåkers kommun, är den största ön i Stockholms skärgård som saknar broförbindelse med fastlandet. Ljusterö är förbundet med fastlandet via färjeleden Ljusteröleden som går mellan Östanå och Småskärsudden.

## Administrativ historik
Ön ingår sedan 1869 i Ljusterö socken, från att tidigare varit uppdelad i Norra Ljusterö församling och Södra Ljusterö församling. Landskommunen uppgick 1967 i Österåkers landskommun som 1974 uppgick i Vaxholms kommun men utbröts 1983 för att bilda Österåkers kommun. Församlingen uppgick 1998 i Ljusterö-Kulla församling.

## Geologi
Berggrunden tillhör det svenska urbergets äldsta formationer. Den tillhör de bergskedjor som bildades för 1 500–800 miljoner år sedan. Under den senaste istiden för cirka 10 000 år sedan slipades de ner när den upp till 4 km tjocka isen i olika perioder ökade i utbredning från nord-nordväst i riktning mot syd-sydost. Detta har gett upphov till släta klipphällar med tydliga skrapmärken från stora stenar som var infrusna i isen, på företrädesvis nordsidan på Ljusterö och närliggande öar. När inlandsisen drog sig tillbaka vid tiden ungefär år 8000 f.Kr. låg skärgården djupt under den dåtida havsnivån och landhöjningen inleddes som pågår än idag med ungefär 0,5 cm per år. Man kan vid jordskärningar på 3–4 meter i skogen långt från strandlinjen hitta snäckor i jorden från tiden när Ljusterö var havsbotten. Stora delar av Ljusterö har en mycket kalkrik jordmån. Först för cirka 1000 år sedan, det vill säga under vikingatid (800–1050 e.Kr.), hade större öar bildats av de högsta höjderna som kunde utgöra boplatser. Fram till för bara något hundratal år sedan var Ljusterö delat i två öar, norra och södra Ljusterö vid Mjölnarström, även om man kunde vada över. Uppdelningen i Södra och Norra Ljusterö har behållits sen dess. Östra Lagnö i den norra delen av Ljusterö är skilt från övriga Ljusterö men räknas som tillhörande Ljusterö fastland genom broförbindelsen vid Klintsundet.

## Natur
De obebyggda delarna av Ljusterö består huvudsakligen av skog. Terrängen är svagt kuperad av bergsformationer med höjder på maximalt 20–25 meter över havet och mellanliggande relativt stora partier med bördigt slättland som till största delen är uppodlad eller utgör ängs- och betesmark. Enstaka högre bergformationer finns på ön, högsta berget är Ängsberget i Nolsjö på norra delen av ön med hela 52,1 meter över havet mätt i höjdsystem RH2000. Många påståenden säger att utkiksplatsen på Ljusterö huvud skall vara högsta berget men så är inte fallet då det mäter endast 42,2 meter över havet. Det finns 15 namngivna insjöar på Ljusterö: Insjön (vid östra Tranvik), Flyn, Tappen, Mjölnarsjön, Kavelsjön, Kärren, Stupsjön, Måssjön, Sundviksjön, Kyrksjön, Skären, Mörtsjön, Kobban, Fladen och ytterligare en med namnet Insjön (på Östra Lagnö). Skärgårdsstiftelsen äger och förvaltar mark i två områden som bildar Östra Lagnö-Själbottna naturreservat med en markareal på totalt 155 ha. I naturreservatet liksom vid Bössarvikens norra strand på norra Ljusterö och på många andra platser finns en unik flora.
De flesta landlevande större däggdjur som finns på fastlandsidan i Roslagen finns också representerade på ön som hare, räv, grävling, rådjur, dovhjort, vildsvin och älg. Havsörnsbon finns på eller i närheten av Ljusterö. Även varg har observerats.

## Historia

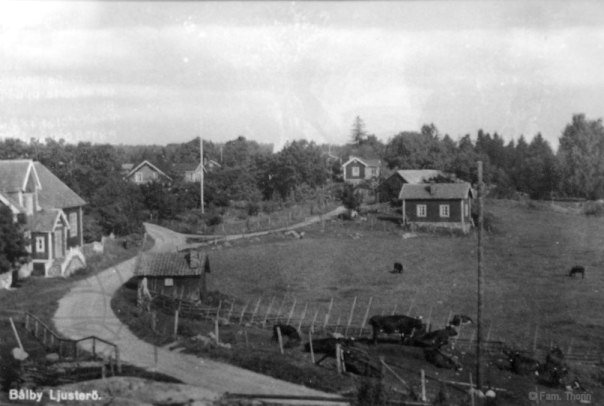
Bolby, en av de äldsta byarna på Ljusterö. Foto: Tidigt 1900-tal.

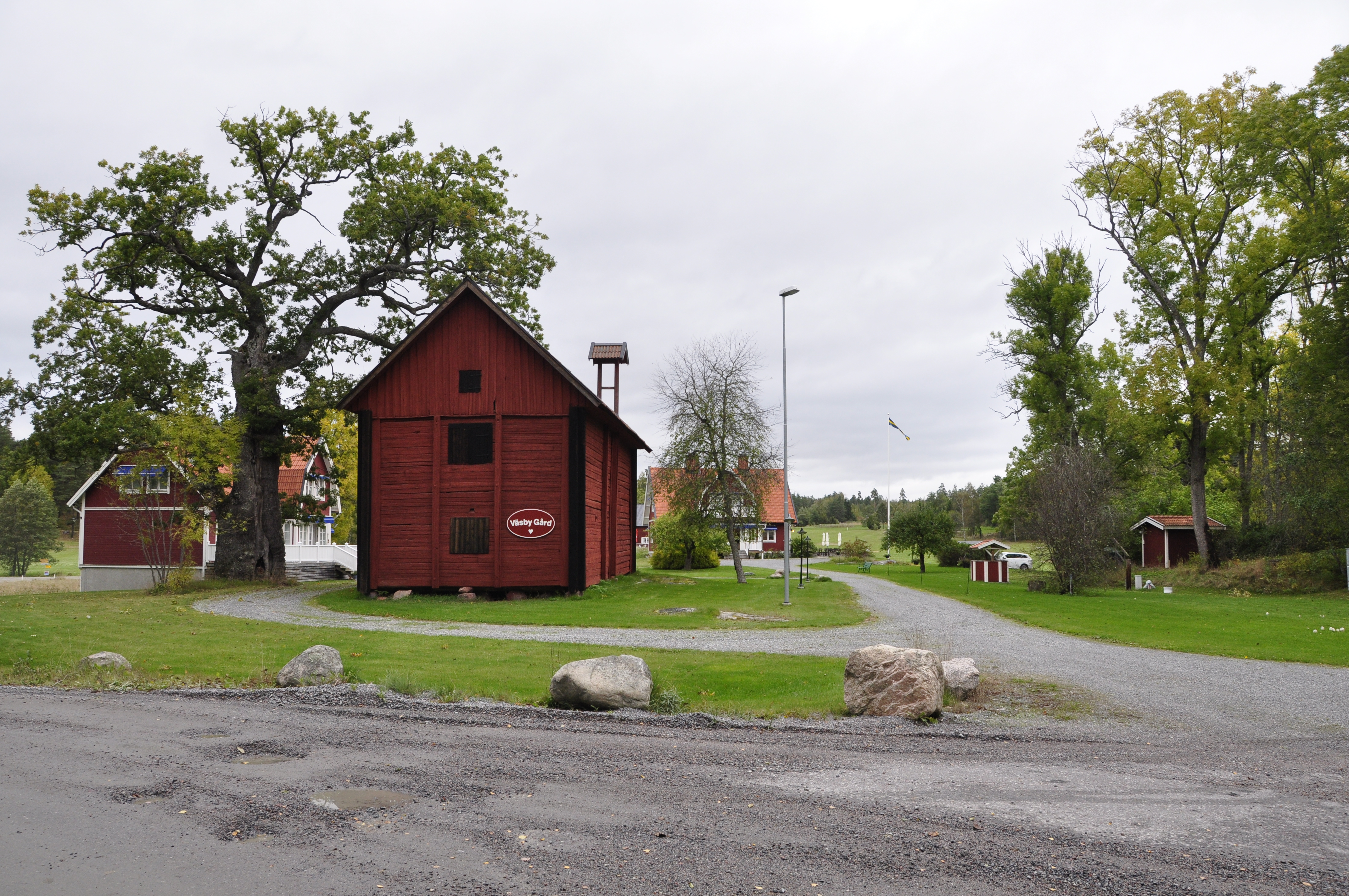
Väsby gård 2014

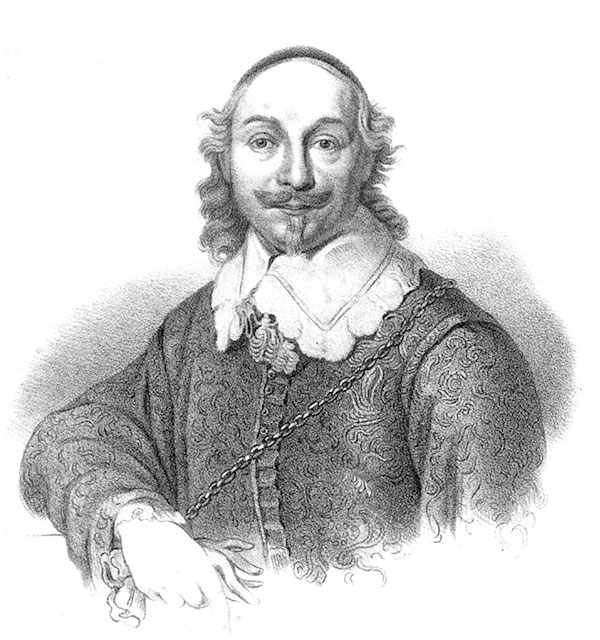
Erik Jöransson Tegel
Litografi av Johan Henric Strömer.

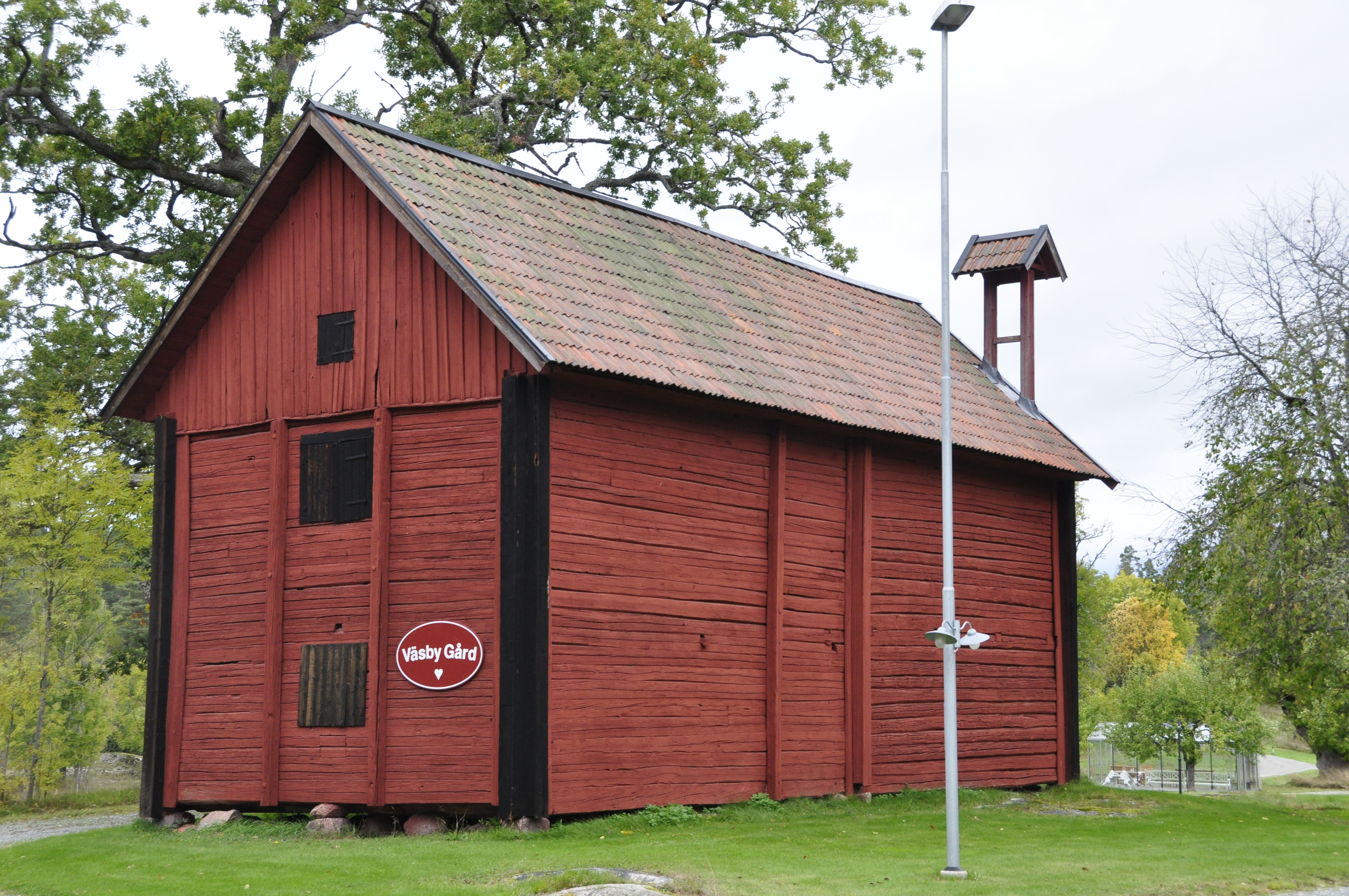
Sädesmagasinet på Väsby gård sägs vara Ljusterös äldsta träbyggnad

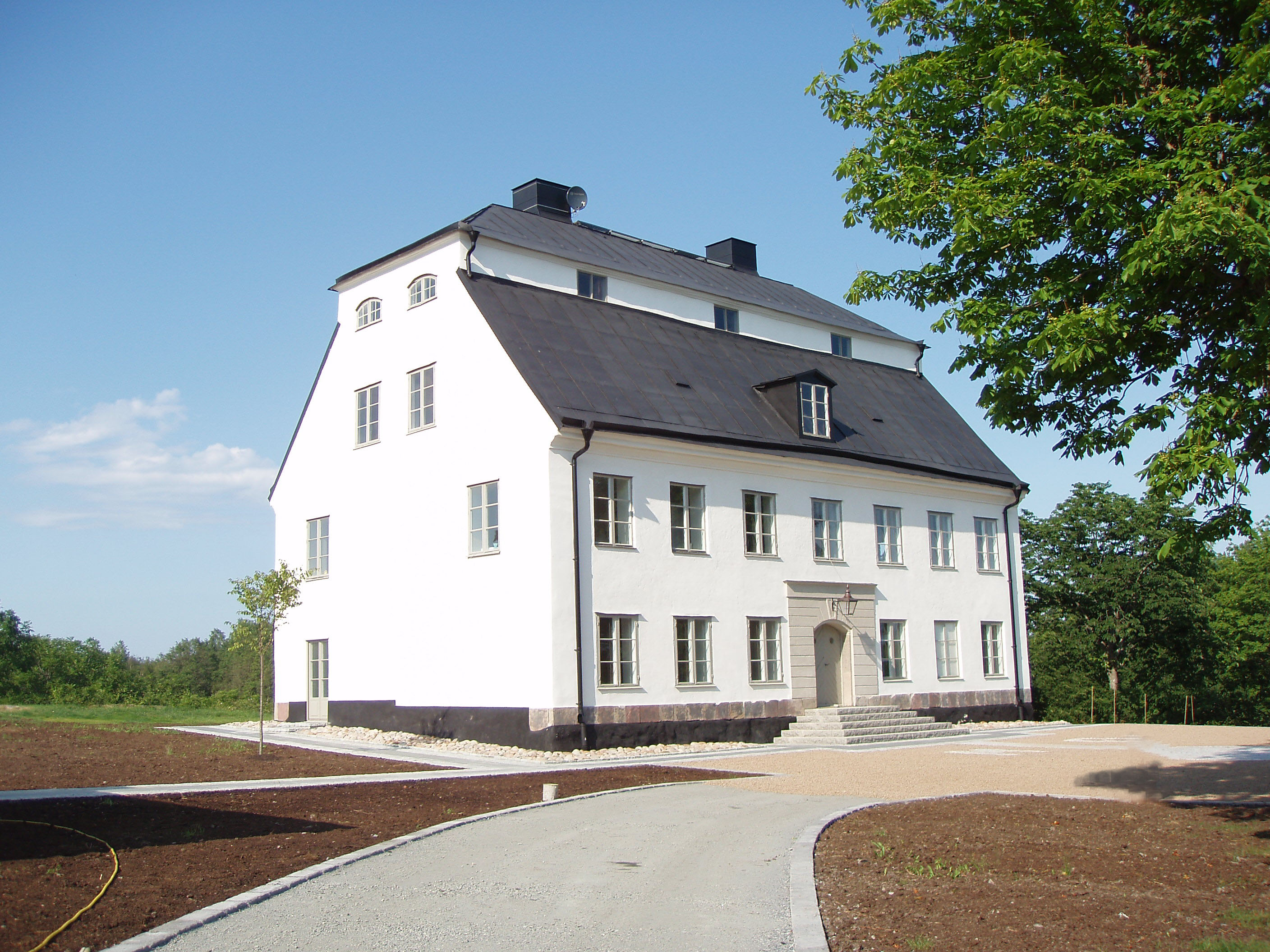
Marums gård Ljusterö juli 2009-01

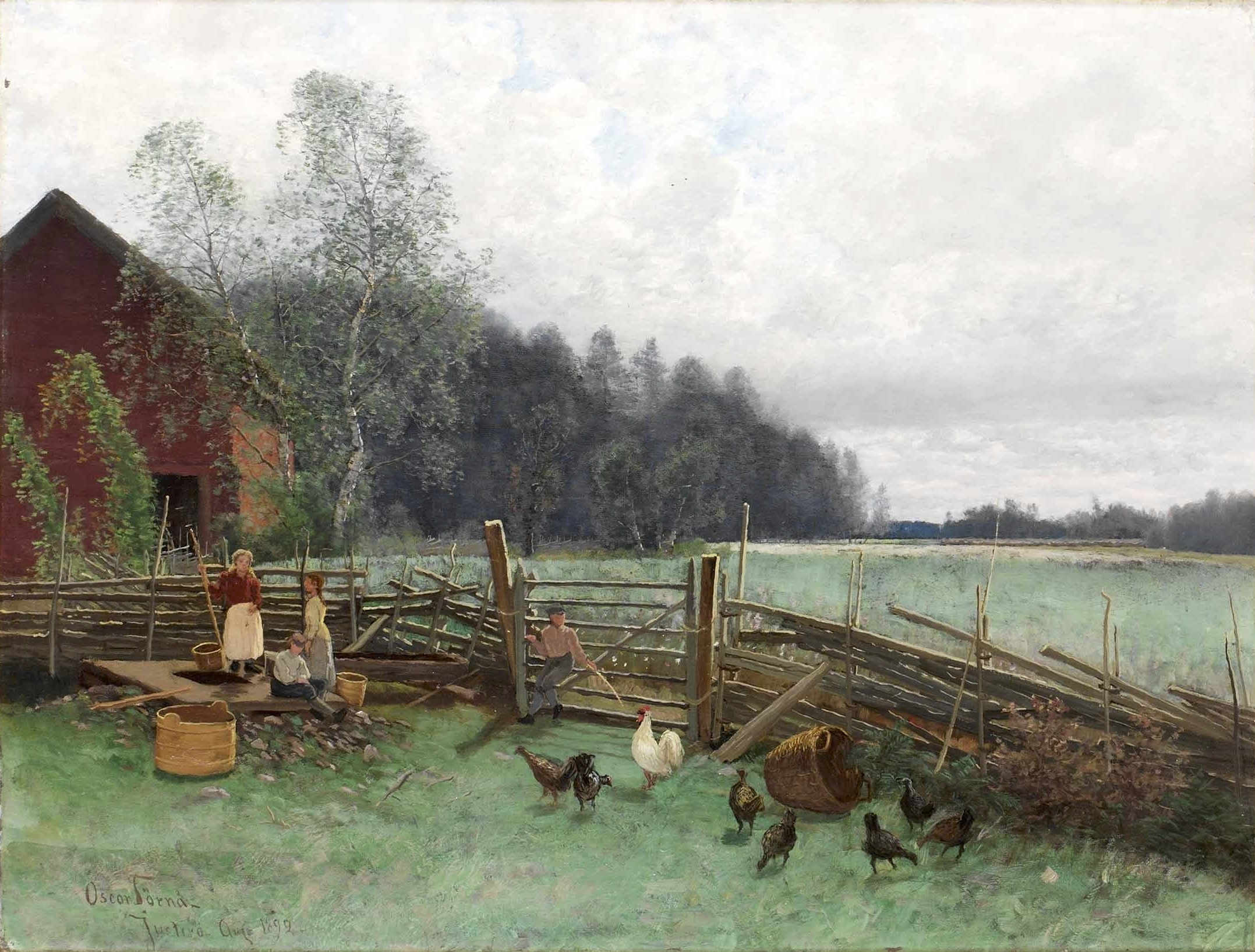
Sommarlandskap från Justerö (Oscar Törnå, 1892). Anm. Ljusterö i detta fall stavat av konstnären som Justerö.

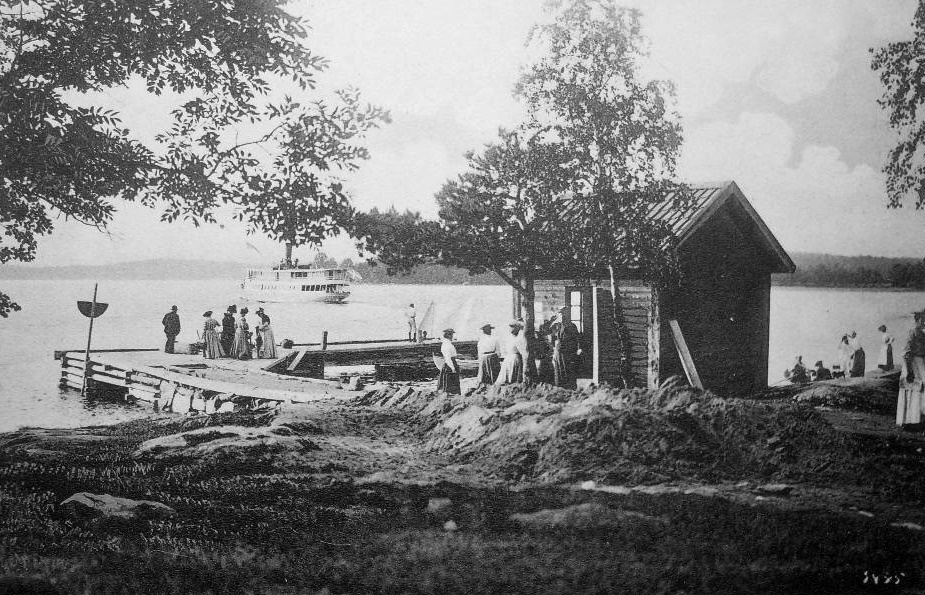
Linanäs ångbåtsbrygga på södra Ljusterö, omkring år 1900.

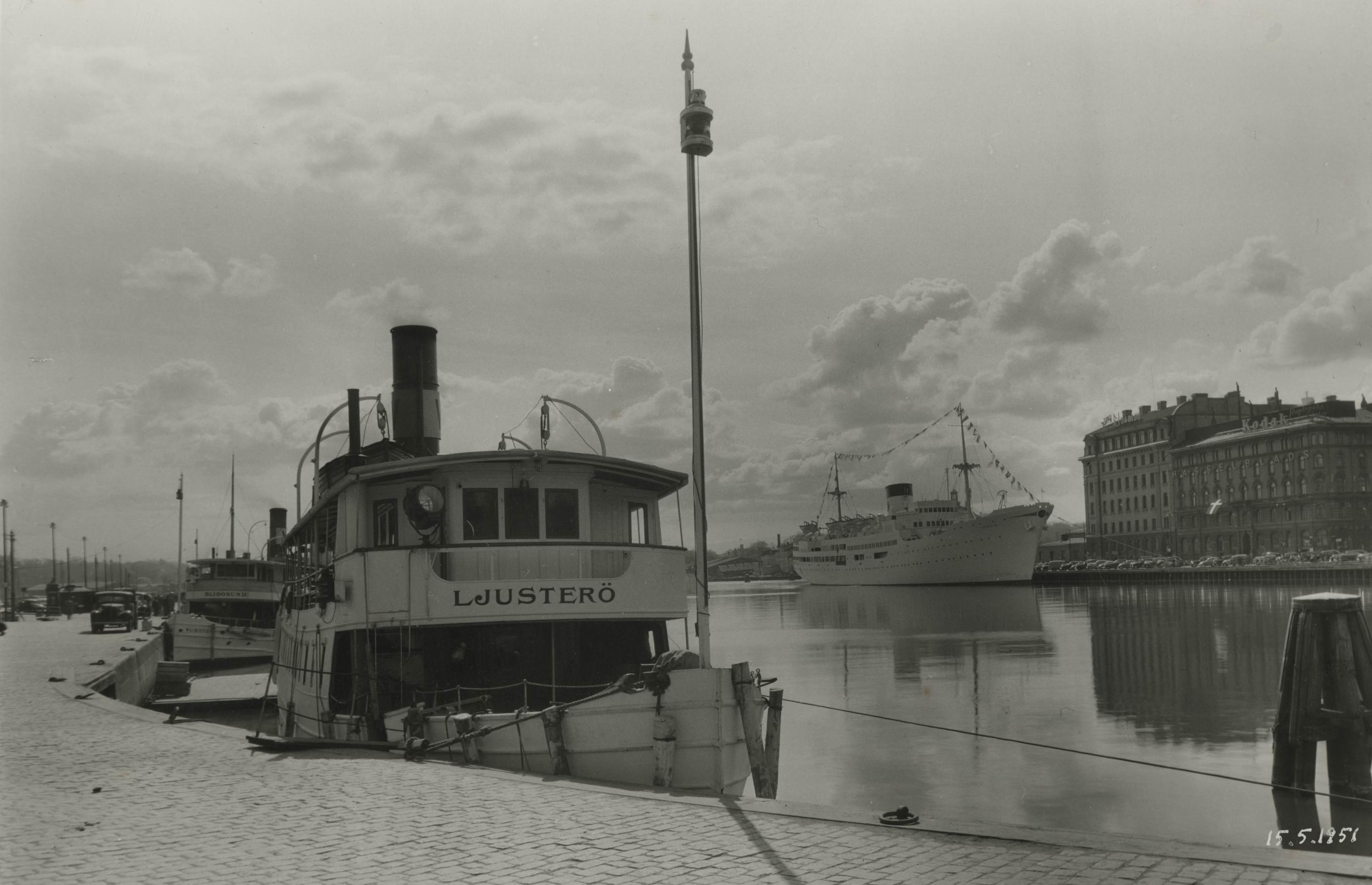
S/S Ljusterö, byggd 1908 av Bergsunds Mekaniska Verkstad, Stockholm. 1908 till Ångbåts AB Ljusterö, såld 1908 till Ångbåts AB Ljusterö och såld 1951, upphuggen i Hamburg 1955

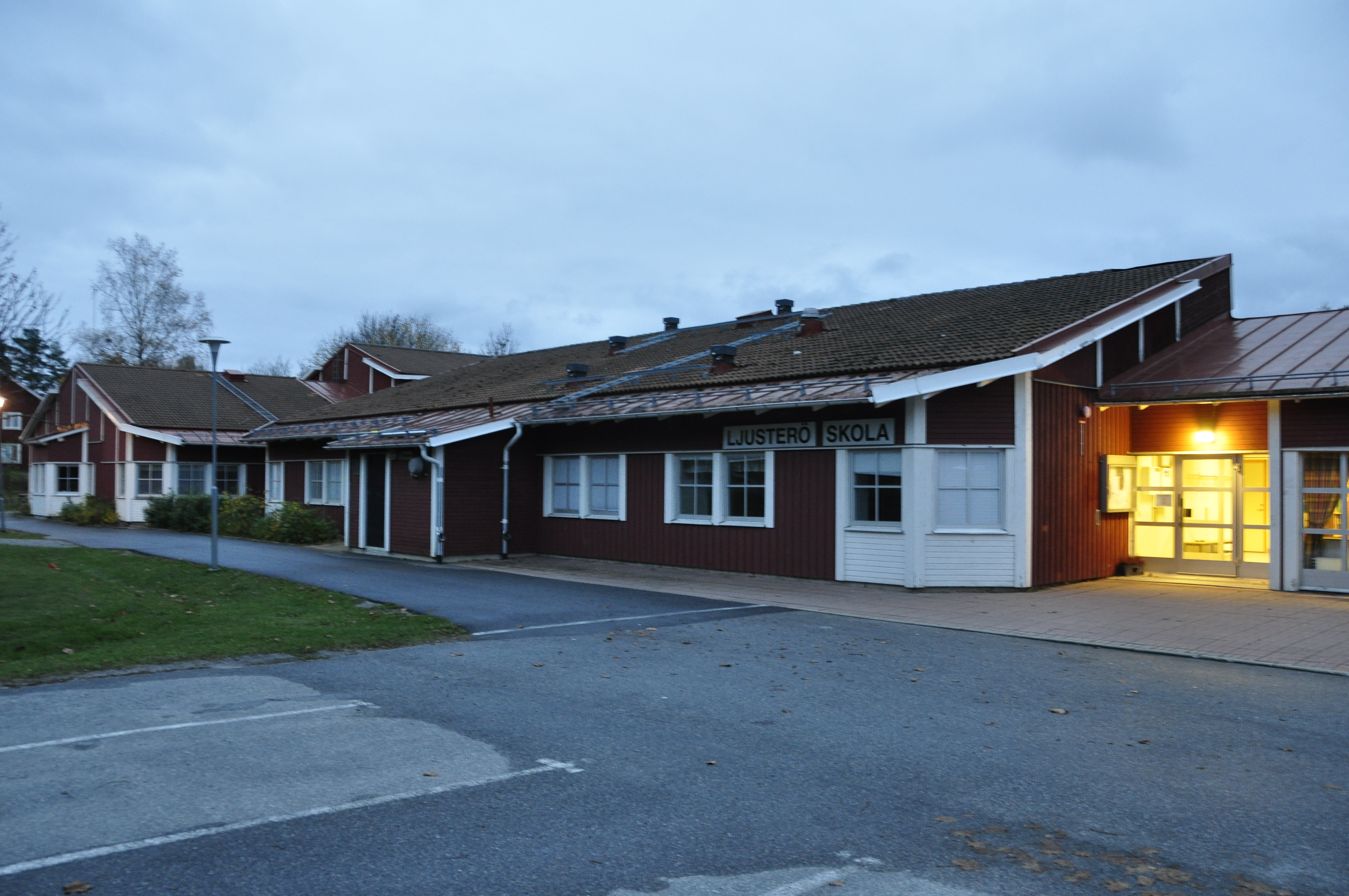
Ljusterö skola 2014

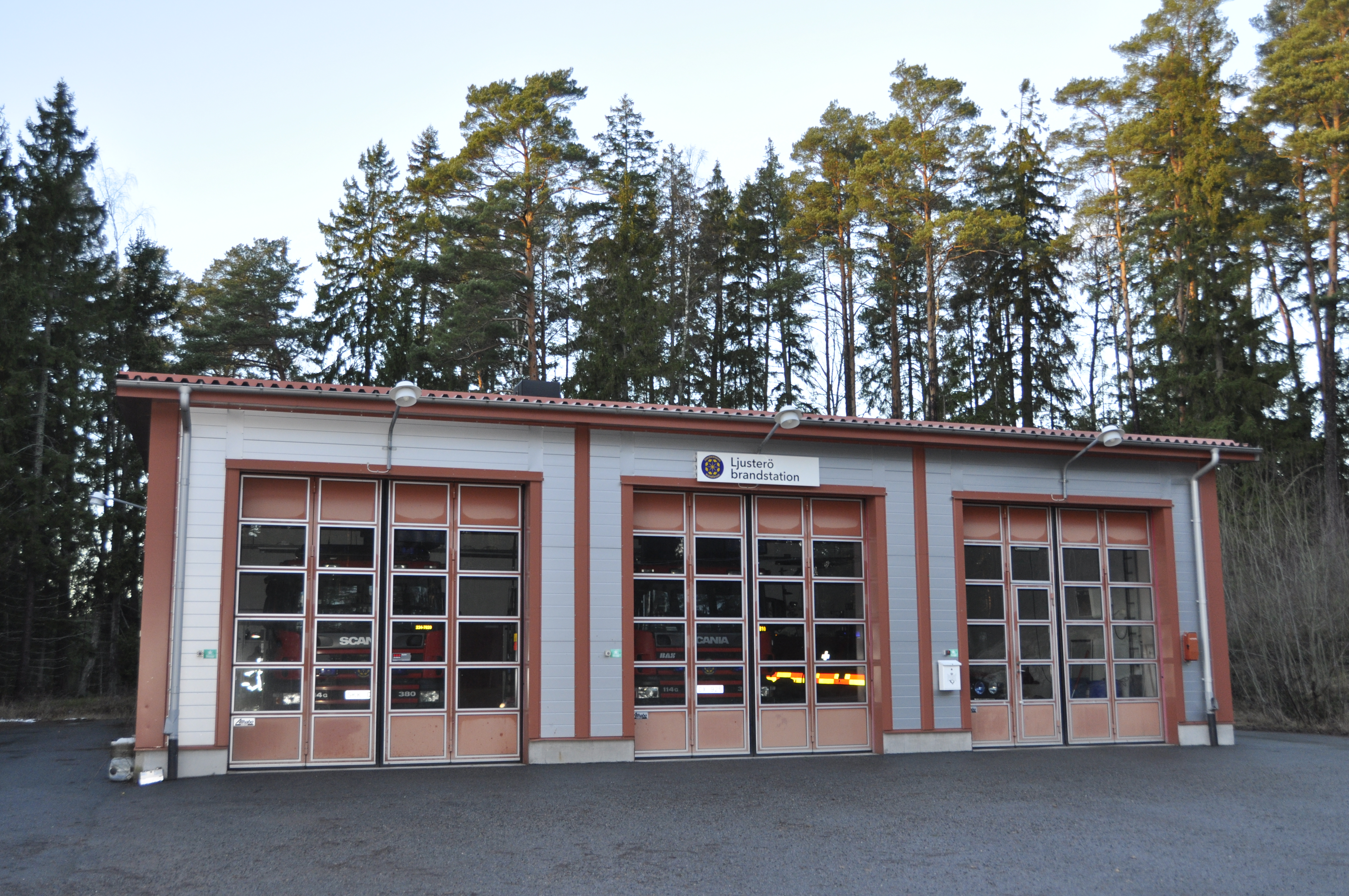
Ljusterö brandstation

### Äldsta historien
Ljusterös äldsta historia och kultur präglas av näringarna jordbruk, jakt och fiske där fisket med närheten till fiskrika vatten under lång tid var en mycket viktig del i befolkningens försörjning. Senare när skog röjdes successivt och förvandlades till odlingsbar mark kom jordbruket att svara för huvuddelen av försörjning.

### Ljusterö tre öar
Ljusterös historia är fram till 1800-talet till stor del uppdelad i Norra Ljusterö, Södra Ljusterö och i sydost Grönsö, eftersom landhöjningen ännu inte hade skapat en sammanhängande ö.

### Namnet Ljusterö
Första gången Ljusterö omnämns är troligen år 1301, med stavningen Liuter i kung Valdemars segelled, en seglingsbeskrivning över Sveriges ostkust i Valdemar Sejrs jordebok.
Ljusterö nämns i skrift 1322 som Sudhralyustra i betydelsen ”södra ljuster” när ärkebiskop Olof byter till sig Södra Ljusterö.
| ” | Nils Abjörnsson befullmäktigar riddaren Finvid Nilsson (Frösviksätten) att giva ärkebiskop Olof i Uppsala fasta på ön Ljusterö. | „ |

Södra ljuster har förklarats med att Ljusterös två sydligaste spetsiga uddar liknar formen av ett ljusters spetsar med hullingar  utan att en källa uppgivits. Förklaringen är osäker. På 1300-talet fanns inte den typen av noggrant uppmätta kartor, speciellt inte i skärgården, som erfordras för att se likheten med ett ljusters form. Ljuster var förr i tiden ett vanligt fångstredskap för fisk, speciellt för ål, vilket ligger närmare till hands som förklaring till namnet.

### Forntid
Redan under vendeltiden (cirka 550 e.Kr.) fanns det en fast befolkning på Ljusterö. Spåren av gamla gravar är ännu i dag synliga intill flera av byarna på ön. De äldsta fynden är från byn Bolby på södra Ljusterö där man för c:a 100 år sen grävde ut en stor grav från järnåldern, men som dessvärre visade sig vara tom. Uppe på den nordligaste delen av norra Ljusterö, vid gården Sillinge, fann drängen Josef Jansson år 1923 två utsökt vackra och ovanliga guldarmringar, tillverkade av snodda och tvinnade guldtenar och med en sammanlagd vikt på närmare 0,4 kg. Ringarna lämnades till Historiska museet.

### 1300-talet
1301 stadfäste kung Birger Magnusson ett byte av jord mellan Abjörn Sixtensson och Karl Gregersson (Bjälboättens oäkta gren), i bytet ingick Södra Ljusterö, nämnt som Sydra Lystra.:
| ”                                                                     | Kung Birger av Sverige kungör att herr Abjörn Sixtensson och Karl Gregersson i hans närvaro gjort ett egendomsbyte, varvid herr Abjörn tilldelade Karl ön "sydhralustra" (Södra Ljustran på Värmdö), vilken kungen givit Abjörn, med tillägor och i utbyte av denne fick ett gods i Salsta (Tensta socken, Norunda härad), med tillägor på villkor, att om avkastningen av nämnda ö överstiger avkastningen från godset i Salsta, så måste Karl ersätta mellanskillnaden åt herr Abjörn med annan avkastning i Norunda härad eller tvärtom, ifall godset i Salsta ger mer avkastning än ön. Alltså godkänner och stadfäster kungen detta byte. Sigillanter är utfärdaren, hans bror hertig E(rik), hans marsk Th(orkel) samt kontrahenterna Abjörn och Karl. | „ |
| – av Svenskt Diplomatarium SDHK-nr: 1932 [8], 1301-01-05, Riksarkivet | |   |
21 januari 1322 nämns när riddaren Nils Abjörnsson (Sparre) (son till Abjörn Sixtensson nämnd ovan) befullmäktigar riddaren Finvid Nilsson (Frösviksätten) att giva ärkebiskop Olof Björnsson i Uppsala fasta på ön Ljusterö. och samma är den 4 april 
när ärkebiskop Olof Björnsson bytte sina gårdar i Valla (Bogsta socken i Rönö härad), mot Nils Ambjörnssons ö Sudhralyustra. Ljusterö var då tre öar, norra Lystran, södra Lystran, samt Grönsö, öster om södra Lystran. (Nils Ambjörnsson var son till Ambjörn Sixtensson).
Den 10 februari 1387 nämns byn Hummelmora när Bo Jonsson Grip stadfäste försäljning av skattejord i Hummelmora  till ”Alle Throndason”. Några veckor senare, 27 februari samma år, upplät Bo Jonsson till Alle ”Throndasson” skattejord i Hummelmora och en ö, som heter ”Twaedora” i Värmdö socken (och skeppslag).

### 1500-talet
Norra Ljusterö blev under senare delen av 1500-talet förlänat till greve Per Brahe d.ä. på Rydboholms slott. 
I den äldsta bevarade fogderäkningen för Värmdö skeppslag från 1535 är bland andra följande sex gårdar på Ljusterö omtalade: Bolby, Väsby, Ösby, Gärdsvik, Inneby och Mörtsunda. Gärdsvik och Inneby finns belagda ännu tidigare.
År 1535 omtalas 28 skattebönder på Ljusterö, (18 på Norra Ljusterö och 10 på Södra Ljusterö). Under de nästa 40 åren tillkom bara två gårdar, men mellan år 1632 och år 1719 fördubblades gårdarna, till cirka 100.

### 1600-talet
I början av 1600-talet fanns det 3248 fjärdingar motsvarande cirka 406 tunnland eller 200 ha uppodlad mark, och 16 byar på ön, ett relativt högt antal för en så pass liten ö som Ljusterö.
År 1606 förlänades Södra Ljusterö till sekreteraren Erik Göransson Tegel, son till Erik XIVs rådgivare Jöran Persson. Tegel uppbar skatt från alla Södra Ljusterös gårdar, med undantag för Hummelmora och Edö.
År 1641 blev fältmarskalk Lennart Torstenson genom donationsbrev innehavare av hela Norra Ljusterö under Väsby säteri. Efter Torstenssons död 1651 tog hans änka Beata De la Gardie över säteriet. Under hennes tid fick Mellansjö ett kapell vid nuvarande Oppgården, samt hennes egen huskaplan innan man anställde en ny präst. Beata De la Gardie gifte om sig med Per Brahe den yngre, men var periodvis bosatt på Väsby säteri.

### 1700-talet
Under 1700-talet ingick både södra och norra Ljusterö i Värmdö skeppslag och Värmdö socken. Aktuella fjärdingar var Södra Ljusterö, Norra Ljusterö och Svartsjö. Ännu år 1719 löd Lagnöområdet och Siarö under Åkers skeppslag och Riala socken.
År 1719 hade hela Stockholms skärgård en befolkning på totalt cirka 2800 personer, varav cirka 700 personer bodde på Ljusterö. Runt 400 av dem kan identifieras till namn, framför allt i mantalslängder. Den uppodlade marken hade ökat till cirka 250 hektar, och de största gårdarna fanns vid Bolby, Gärdsvik och vid Mellansjö. Slog skördarna fel kunde man få skördebidrag. År 1719 fick flera bönder råg till utsäde från Stockholms slottsmagasin under Ulrika Eleonoras (1688–1741) tid som regent (1719–1720).

#### Marums gård och Ålöns tegelbruk
Marums lantbruksgård (fastighetsbeteckning Marum 1:7) och ön Ålön strax väster om Ljusterö, köptes 1725 av den framstående Stockholmshandlaren Hans Lenman (1683–1739), gift med Märta Kohl (1691–1734). På Ålön anlade han ett tegelbruk som blev Stockholms skärgårds största tegelbruk. Bruket lades ner på 1860-talet. Marums gårds herrgårdsbyggnad och flygelbyggnader, som påbörjades av Lenman, är uppförd i tegel från Ålöns tegelbruk. Byggnaderna stod färdiga först på 1740-talet några år efter Lenmans död. Norr om gården finns ett sankt område kallat Maren som gett gården sitt namn.
Idag (2009) är gården i privat ägo med uthyrning av stallplatser för ridhästar.

### 1800-talet
1869 uppgick Södra Ljusterö församling i Norra Ljusterö församling som namnändrades till Ljusterö församling och Ljusterö landskommun bildades. Till socknen tillfördes också mindre områden (öar) från Värmdö socken och Kulla socken.

### 1900-talet

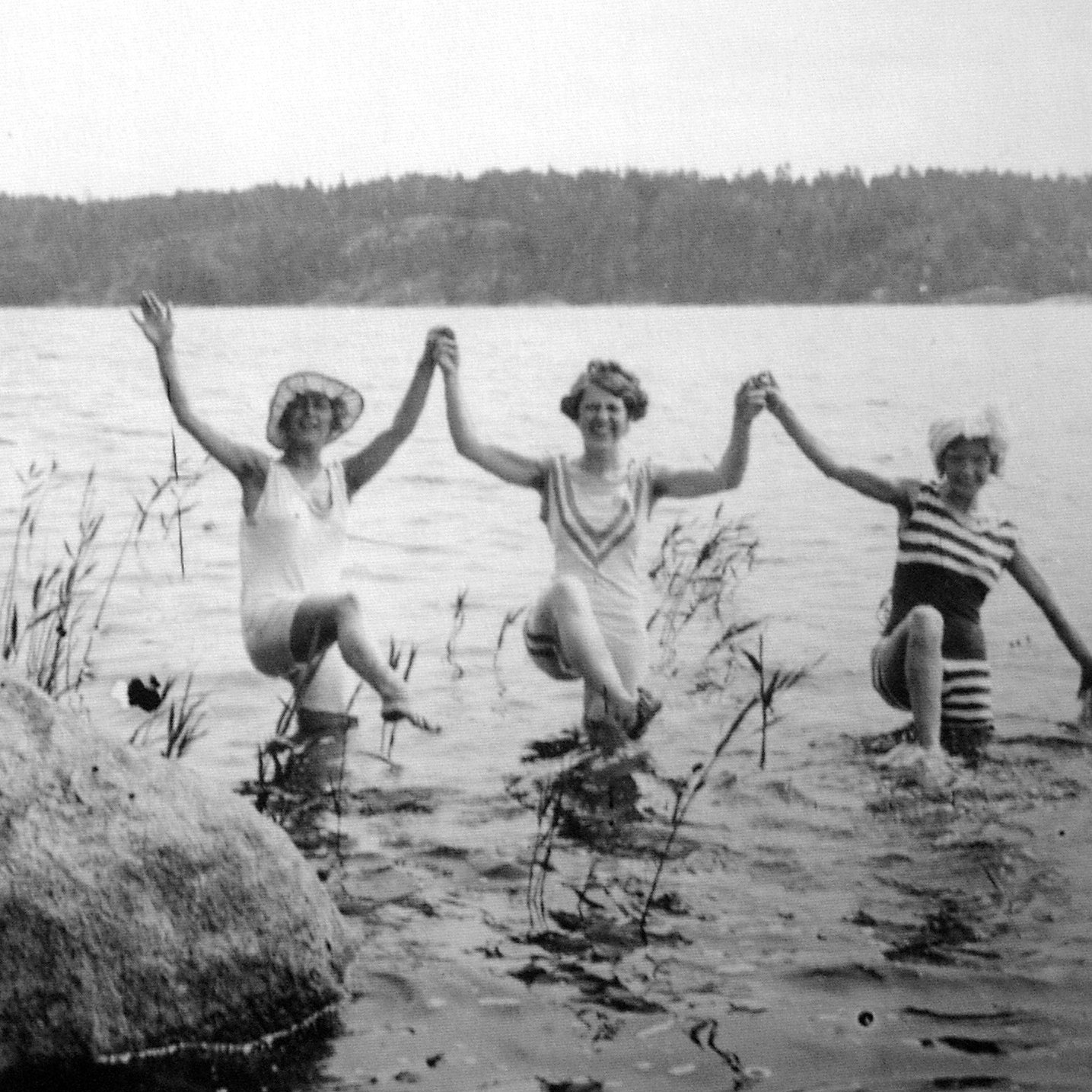
Badliv på Ljusterö, ca 1910. Foto från Nordiska museet

Den 1 mars 1936 fick Ljusterö elektricitet  när Ljusterö Electriska AB bildades, den första abonnenten var poststationsföreståndare Gottfrid Jansson, Högsbo i Linanäs. Året efter, 1937, fanns redan 35 abonnenter på elkraft, och 1964 var antalet abonnenter 1605.
Waxholmsbolaget, privata skutor och färjor hade länge transporterat fordon över till Ljusterös tre färjelägen mot fastlandet: Mörtsunda, Tranvik, Linanäs och nuvarande läge, Småskärsudd, när Vägverket den 11 november 1955 etablerades den nuvarande färjelinjen Ljusteröleden med färjor som kunde bära 22 bilar.
Landskommunen uppgick 1967 i Österåkers landskommun som 1974 uppgick i Vaxholms kommun men utbröts 1983 för att bilda Österåkers kommun. Församlingen uppgick 1998 i Ljusterö-Kulla församling.
Antalet bofasta sjönk under perioden, 1964 fanns 781 personer, 1968 692, och år 1971 fanns 696 folkbokförda på Ljusterö. Sedan dess har antalet bofasta stigit. 1975 bodde här 745 personer, år 1980 var antalet 875, och 1985 hade siffran ökat till 969. År 1990 bodde 1194 personer på Ljusterö, år 2000 bodde det 1433 på ön, och under 2000-talet ökade folkmängden till över 1500 fast boende personer.
Statistiska centralbyrån räknade år 2014 följande som småorter: Linanäs med folkmängd 176 personer, Laggarsvik 140 personer, Lillström 87 personer, Mellansjö med 82 personer, Västernäs 77 personer, Ingmarsö 62 personer och Nolsjö 61 personer.

## Ortnamn
Samtliga ortnamn på Ljusterö har sitt ursprung i enskilda byar eller större gårdar.
Ortnamn med relativt tät bebyggelse är främst: Arnö, Bolby, Dragboda, Grundvik, Gärdsvik, Hummelmora, Hästede, Inneby, Knektudden, Kårboda, Kårnäs, Laggarsvik, Lervikstorp, Lillström, Linanäs, Marum, Mellansjö, Mjölnarström, Nolsjö, Nolvik, Sillviken, Stensvik, Staveström, Sundvik, Svedlandet, Tranvik, Ugglan, Väsby strand, Västernäs, Västra Lagnö (ort på Ljusterö väster om Klintsundet), Åsättra, Ängsvik, Öran och Östra Lagnö (ö nordöst om Ljusterö).

### Säterier
Säterier var skattebefriade gårdar som innehades av adelsätter.
- Grundvik säteri på Grönsö.
- Hästede säteri på Västra Lagnö.
- Hummelmora säteri på Grönsö, som är en av Ljusterös tre öar och ligger på nuvarande sydöstra delen av Södra Ljusterö; Hummelmora gård på Ljusterö var säteri fram till 1795.
- Marums säteri på Södra Ljusterö finns nämnt som Värmdö skeppslags största höproducent i början av 1700-talet. Marums gård är känd som säteri redan under 1600-talet. Marums gård är byggnadsminnesförklarad sedan 1982.
- Väsby säteri; Väsby är en by som uppstått kring Väsby gård, tidigare säteri på Ljusterö. Genom donationsbrev blev Lennart Torstenson år 1641 innehavare av hela Norra Ljusterö i Stockholms norra skärgård, och Väsby blev säteri. Senare ingick Väsby säteri i godset Östanå.
- Västra Lagnö säteri
- Östra Lagnö säteri

### Större bebyggda öar i anslutning till Ljusterö
Edö, Grinda, Hummelmoraön, Huvön, Ingmarsö, Siarö, Svartsö, Västerholmen, Ålön, Äpplarö och Örsö.

### Fiske
Fiske med not var en stor näring. Stornoten ägdes gemensamt av byn och man hjälptes åt att fiska. Färsk och salt fisk kunde bytas mot spannmål. En tunna saltsill (cirka 125 liter) byttes mot två tunnor råg. Man deltog också i det säsongsbundna fisket i ytterskärgården efter torsk och strömming vid Horsten och Grönskär.

### Fartyg

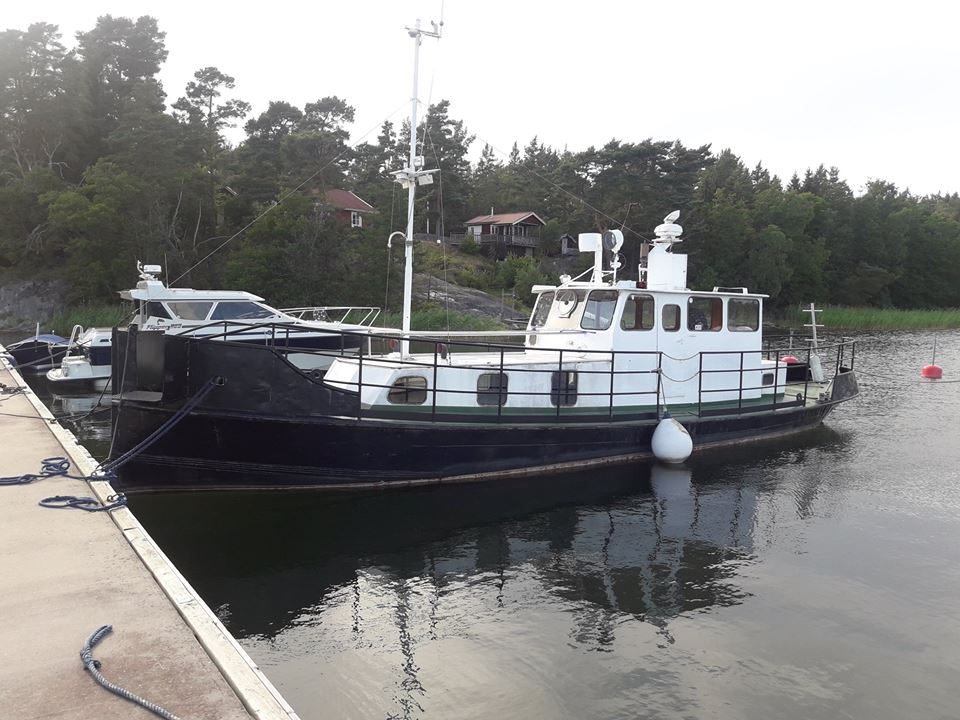
Moälven

År 1715 fanns en skuta om 80 läster, 28 kajutbåtar (30 läster) och 12 skötbåtar.
1908–1930 trafikerade S/S Ljusterö Stockholm-Linanäs-Marum.
Sedan 2016 har det 100-åriga fartyget Moälven, ägt av Dan Koehl, Ljusterö som hemmahamn.

## Offentlig sektor

### Utbildning

#### Förskolor
En förskola i kommunal regi med 5 avdelningar vid Mellansjö.
En fritidsgård vid Ljusterö skola.

#### Grundskola
En grundskola i kommunal regi vid Mellansjö. Skolan hade 2014 cirka hundra elever från förskoleklass (ca 10) till nian (ca 90). Skolan har en rektor och en biträdande rektor. Av Skolverkets nationella statistik för läsåret 2012/13 framgår att 80 procent av eleverna i årskurs 9 nådde målen i alla ämnen jämfört med 77 procent i riket.

#### Bibliotek
Biblioteksfilialerna för Österåkers bibliotek på Ljusterö och Ingmarsö ligger i anslutning till skolorna. Biblioteket är öppet onsdagar 13-18, fredagar 10-12, 13-15. Åldersgränsen för boklån är sex år, boklånet och första lånekortet är gratis och lånetiden är i allmänhet fyra veckor.
Österåkers kommun har under 2014 byggt ut IT-stödet på Ljusterö bibliotek. Utökningen består av 3 stationära datorer, 2 bärbara datorer, 2 läsplattor för test av litteratur på läsplatta, projektor för visning på duk, 2 skrivare samt IT-support på plats.

### Gruppboende
På Emilia Gården arbetar personer som har olika funktionsnedsättningar. Där finns snickeri, vävstolar, ljusstöpning och betonggjutning. Föremålen som tillverkas säljs i en egen butik. Emilia gården har en integrerad gruppbostad.

### Vårdmottagning
En deltids distriktssköterskemottagning med läkare i Mellansjö.

### Äldreboende
En anläggning i kommunal regi.

### Kommunikationer
Ljusterö är starkt beroende av den reguljära färjeförbindelsen Ljusteröleden. Sedan 11 november 1955 finns en trafikverksfärja mellan Småskärsudden på Ljusterö och Östanå på fastlandet, avstånd cirka 0,63 distansminuter (cirka 1150 meter). Innan den nuvarande avgiftsfria färjeförbindelsen upprättades fanns det tidigt många privata företag som mot avgift erbjöd transporter till och från ön, inkluderat transporter av fordon. Båt- och färjeförbindelser fanns tidigt vid Mörtsunda brygga, Tranvik och Linanäs.
Från Stockholm och Vaxholm finns båtförbindelse med skärgårdsbåtar. Waxholmsbolaget trafikerar ett flertal bryggor på Ljusterö, såsom Grundvik, Linanäs, Öran, Laggarsvik, Väsbystrand, Skuggan, Stensviks by, Åsättra och Hummelmora by. Blidösundsbolaget trafikerar Ljusterö med ångfartyget S/S Blidösund till enbart Gärdsviks ångbåtsbrygga veckoslutsdagar fredag-söndag tiden 14 juni-16 augusti.
SL trafikerar ön med busslinje 626 som utgår ifrån T-bana Danderyds Sjukhus via Åkersberga.

### VA, sophantering och återvinningscentral
De centrala delarna av Ljusterö som Ljusterö Torg och Ljusterö Skärgårdsby samt delar av södra Ljusterö i Linanäs är anslutna till kommunal dricksvattenförsörjning från fastlandet och kommunala avlopp. Fastigheterna på Norra Ljusterö tar dricksvatten från borrade eller grävda brunnar. Enskilda avlopp. Sophämtning sker via Österåkers kommun. Återvinningscentral finns vid Brännbacken i Åkersberga. Återvinningsbehållare för glas, papper, pappersförpackningar och metall finns vid färjeläget på Ljusterö och vid Granlidens parkering på Södra Ljusterö.

### Brandförsvar
Ljusterö har ett eget brandförsvar, anslutet till Storstockholms Brandförsvar med brandstation vid Lillström. Tidigare hade man endast ett så kallat brandvärn men numera finns alltid 5 deltidsbrandmän beredda. De rycker ut främst vid bränder men även vid många andra sorters olyckor. Deltidsbrandmännen har exempelvis utrustning och utbildning på att använda defibrillator och larmas därför ut vid akuta hjärtstopp i väntan på ambulans.

## Kyrka och församling

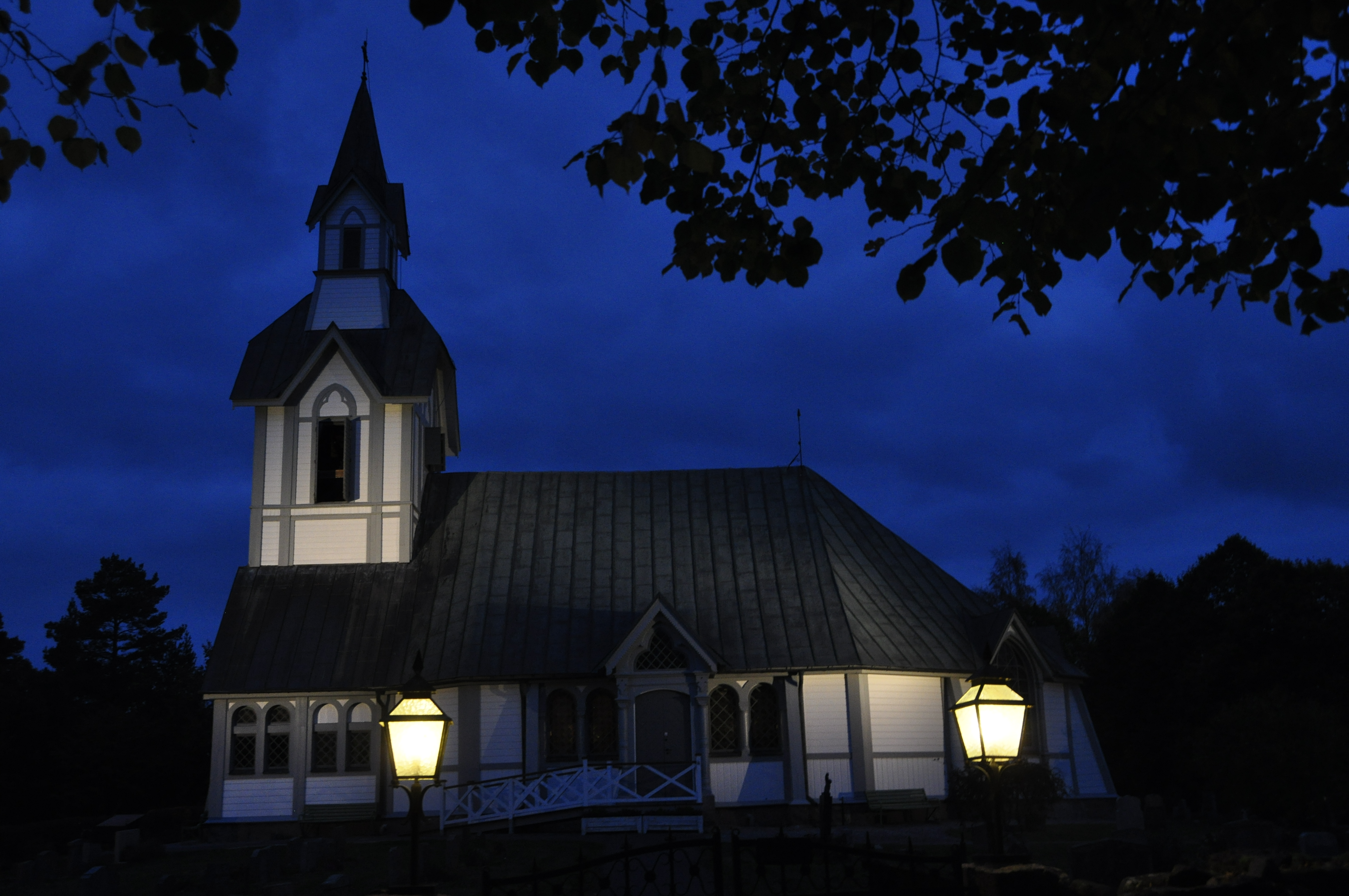
Ljusterö kyrka 2014

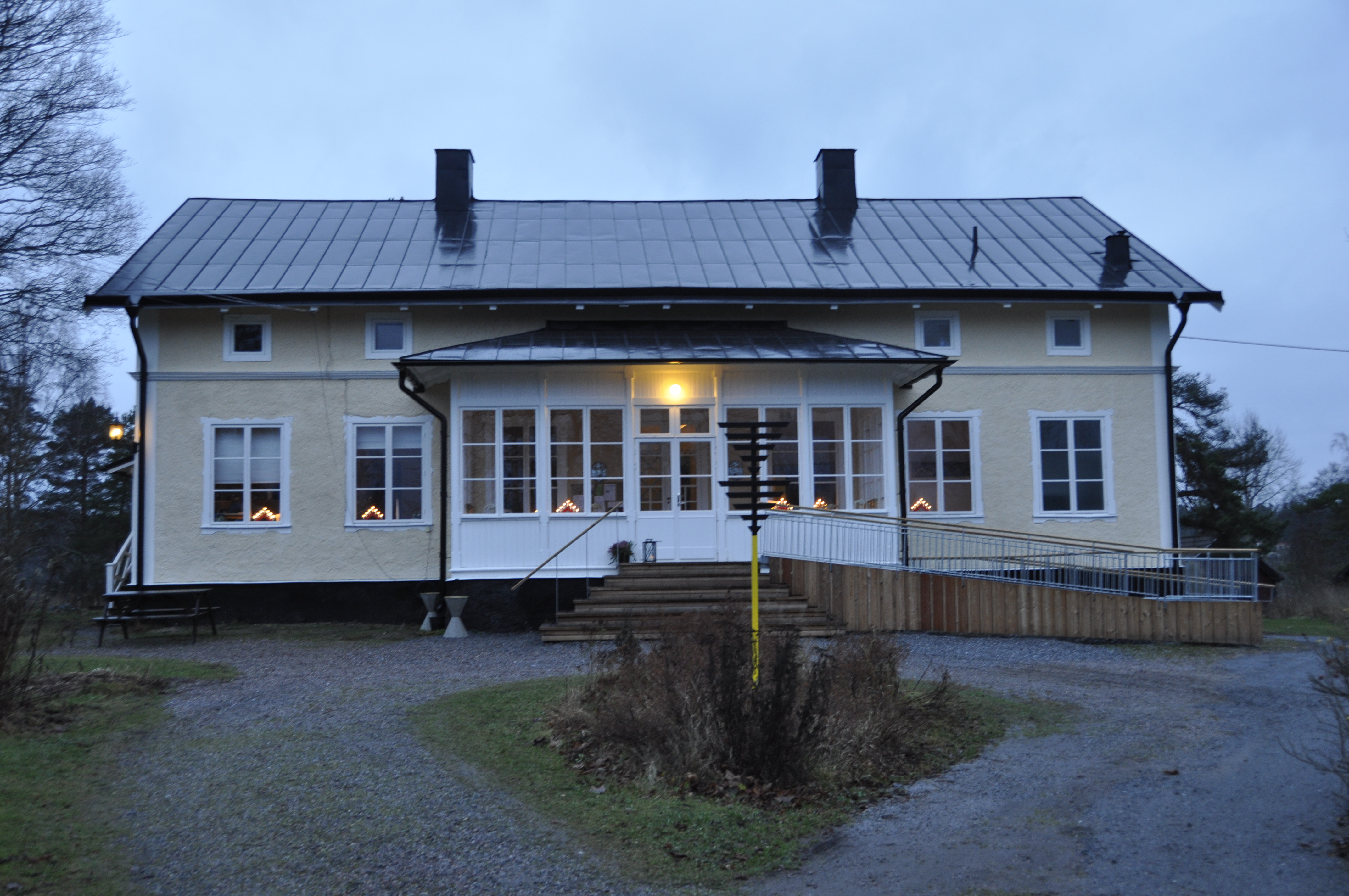
Ljusterö församlingshem, uppförd som prästgård 1870.

Norra delen av den nuvarande ön tillhörde ursprungligen Riala församling, ur vilken den utbröts 1631 och bildade kapellförsamlingen Norra Ljusterö. Södra delen av ön tillhörde ursprungligen Värmdö församling, ur vilken den utbröts på 1600-talet för att bilda kapellförsamlingen Södra Ljusterö. Dessa båda kapellförsamlingar sammanslogs 1868 till Ljusterö församling som blev eget pastorat med egen kyrkoherde.  År 1977 blev Ljusterö annex under Roslags-Kulla. Dessa församlingar slogs 1997 samman till Ljusterö-Kulla församling.
Ljusterö kyrka med prästgård ligger vid Mellansjö, tre kilometer från färjeläget på norra Ljusterö.
Den åttakantiga vitmålade träkyrkan uppfördes ursprungligen 1751–1755 som ersättning för det kapell som byggdes på slutet av 1500-talet vilken hade en fristående klockstapel. Det nya kapellet uppfördes med liggande timmer med utanpåliggande rödfärgad panel och brädtak. Kapell, klockstapel och prästgård finns angivna på Johan Nessners kartor från år 1726 och år 1733. Kyrkan fick sitt nuvarande utseende vid en ombyggnad 1894, då också kyrktornet tillkom som ersatte den tidigare fristående klockstapeln.
Direkt öster om kyrkan ligger en gulmålad prästgård som uppfördes 1870. Den tidigare prästgården har byggts om till församlingshem.

## Flerbostadsområden
- Bostadsrättsföreningen Ljusterö Torg. 10 st 2-våningshus med totalt 52 lägenheter i anslutning till Ljusterö torg.
- Bostadsrättsföreningen Roslagens Pärla. 15 st lägenheter fördelade på olika typ av hus vid Västra Lagnö. Föreningens markareal: 2 hektar (sjötomt).

## Näringsliv

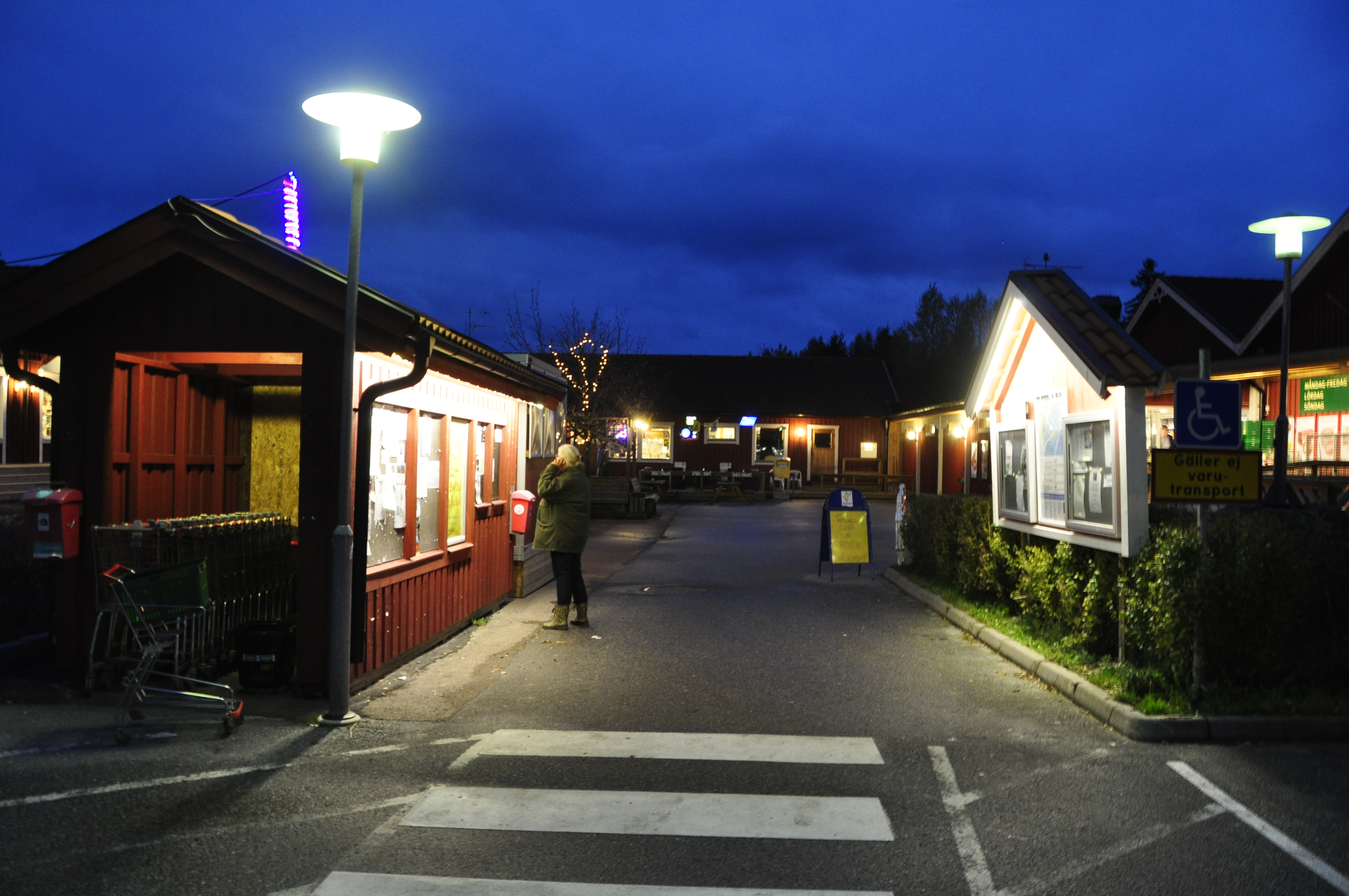
Ljusterö torg 2014.

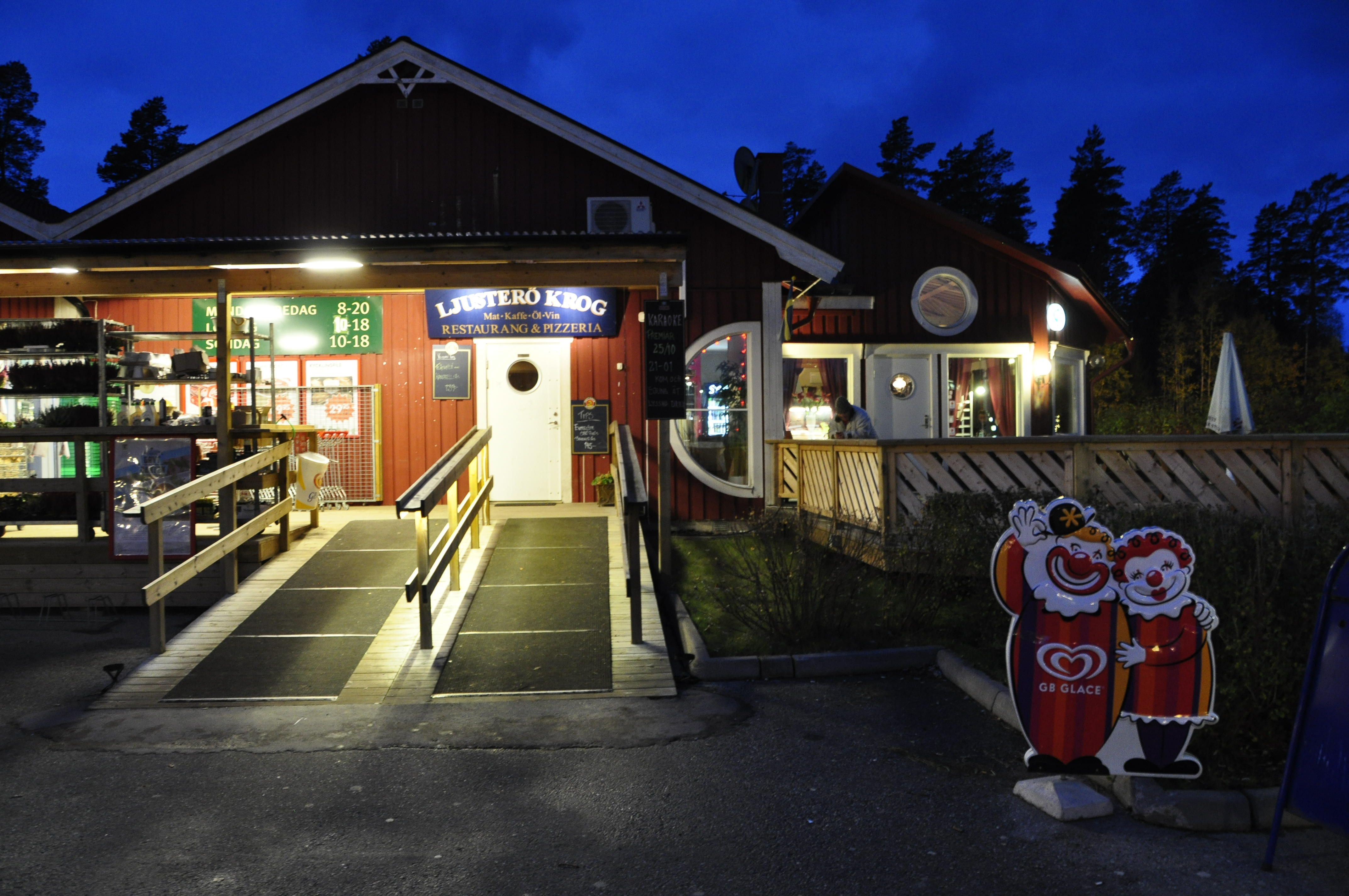
Ljusterö Tempo och Ljusterö krog

Ett 80-tal småföretag finns registrerade på Ljusterö, de flesta med 1 upp till 3 anställda. Många av företagen utgörs av bygg- och markberedningsföretag, hantverkare, små och medelstora båtvarv, rörmokare, glasmästare, målare, elektriker, mäklarföretag, hårvårdsföretag m.fl. samt ett mindre antal konsthantverkare. På Ljusterö finns också ett antal aktiva lantbruk med djurhållning. Många bofasta pendlar till arbeten på fastlandet över dagen eller kombinerar sin verksamhet på ön med arbete på fastlandet.
Ljusterö har två centra, Ljusterö torg mitt på Ljusterö cirka tre kilometer från färjeläget med livsmedelsbutik, postkontor, bankservice, frisör, olika typer av butiker, mindre tjänsteföretag och en restaurang. Det andra centret ligger vid Linanäs på södra Ljusterö med flera restauranger, livsmedelsbutik, bageri och en stor betongbrygga för den reguljära skärgårdstrafiken till Ljusterö samt bensinstation för båtar. En större brädgård som även för ett begränsat sortiment med övriga byggvaror finns mitt på ön vid Mjölnarström.

## Sportanläggningar
- Ljusterö golfbana vid Väsby. 18-hålsbana, driving range, övningsgreen och puttinggreen.
- Ljusterö Idrottssällskap (LIS). Fotbollsplan, boule, upplyst Padel-bana och två grustennisbanor belägna vid Laggarsviksvägen.

## Turism och sevärdheter

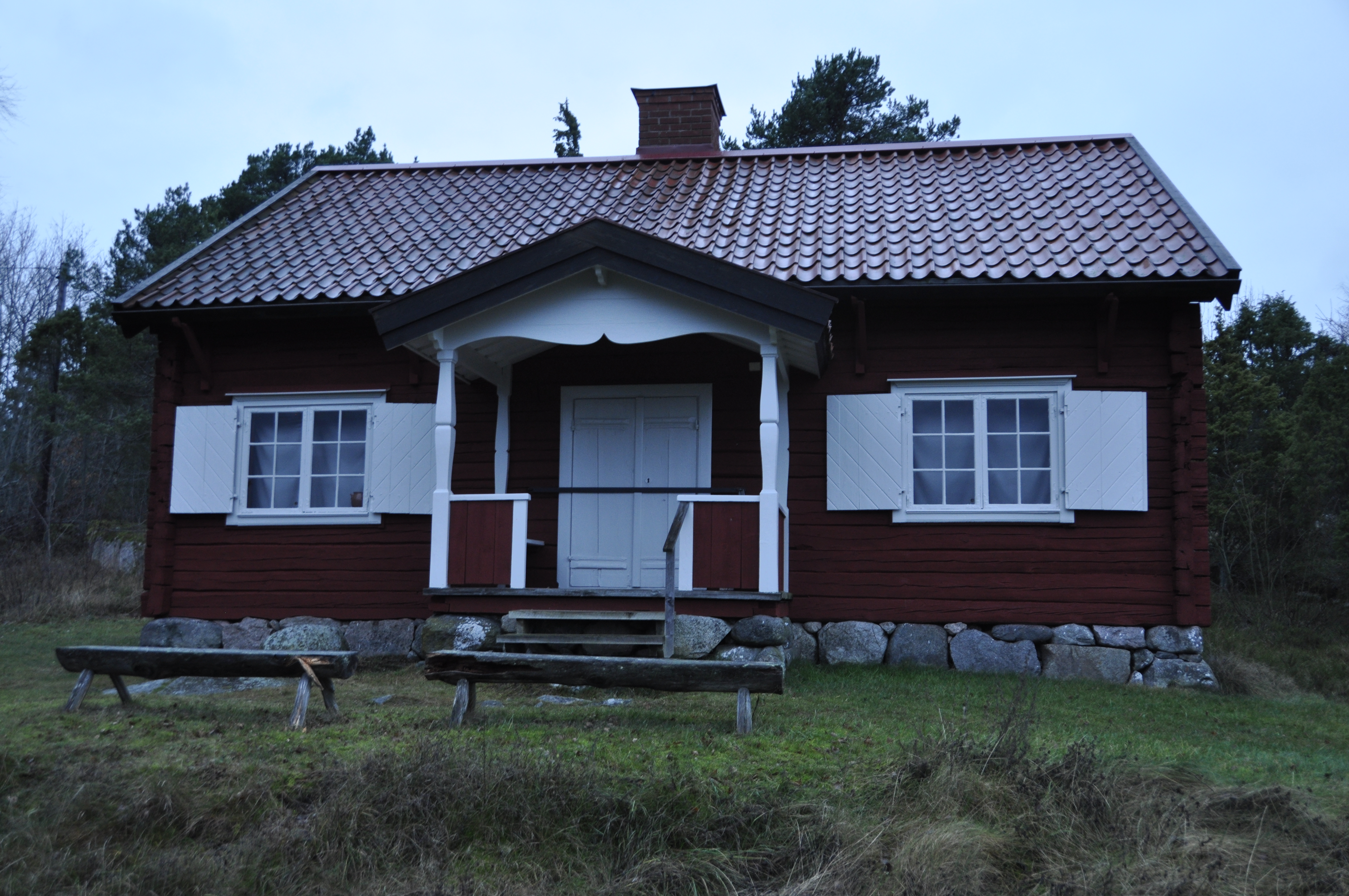
Ljusterö hembygdsmuseum 2014

- Turistinformation finns vid Ljusterö torg.
- Gästhamn med ett tiotal bryggplatser (1–4 m vattendjup) och bensinstation för båtar vid Klintsundet och vid Linanäs brygga.
- Skärgården rakt österut utanför Ljusterö tillhör några av de mest berömda områdena i Stockholms skärgård med många öar med släta klipphällar och vindskyddade vikar för båtlivet, däribland Kallskärs skärgård, Ängskärs skärgård, Lygna skärgård, Stora Nassa skärgård, Lilla Nassa skärgård, Gillöga skärgård och längst ut Svenska Högarna. Många ögrupper inom dessa områden är så kallade fågelskyddsområden som inte får beträdas under häckningsperioder som finns angivet i båtsportkorten. I den inre delen av skärgården omkring farleden nord-syd finns också många fina öar inom ett avstånd på tio distansminuter från Ljusterö. Klintsundet vid norra Ljusterö med en öppningsbar bro mellan Västra Lagnö (en del av Ljusterö) och Östra Lagnö utgör ett populärt stopp för båtfolket från fastlandet för tankning och den sista bunkringen före vidare färd ut till den yttre skärgården. Vintertid när isen lagt sig är fjärden Gällnan utanför Klintsundet öster om Ljusterö ett populärt område för långfärdsskridskoåkning.
- Naturreservat. Längst upp på den norra delen av Östra Lagnö finns ett stort naturreservat som förvaltas av Skärgårdsstiftelsen i Stockholms län.
- Den norra stranden i det inre av Bössarviken med ett stort bestånd av bland annat orkidéväxterna Adam & Eva. Där finns också ett stort antal mycket gamla och välväxta ekar, där den största har en ålder av c:a 350 år.
- Ljusterö huvud. Från utsiktsberget Ljusterö huvud på västra sidan av ön har man vid klart väder ett siktavstånd på c:a 3 mil. På bergstoppen finns resterna av ett stort betongfundament för kanoner som byggdes samtidigt med Siaröfortet under andra världskriget.
- Siaröfortet. På den västra sidan av Norra Ljusterö i Furusundsleden ligger Kyrkogårdsön med Siaröfortet, en ö med sex gamla luftvärnsbunkrar från andra världskriget som är ett populärt utflyktsmål med anordnad guidad visning. På Kyrkogårdsön finns ett vandrarhem som drivs i STF:s regi.
- Marums gård. Marums gårds mangårdsbyggnad är en vitputsad större säteribyggnad i sten i tre våningar med två flygelbyggnader, färdigställda i början av 1740-talet. Marums gård är den enda större herrgårdsbyggnaden på ön och en av de få byggnader i sitt slag i hela Stockholms skärgård. Gården är byggnadsminnesförklarad sedan 1983.
- Ljusterö kyrka.
- Ljusterö hembygds- & båtmuseum i Mellansjö.
- Björklidens gårdsmuseum vid Åsättra med samlingar från ett självförsörjande skärgårdsliv. Även en teleavdelning med bland annat telefoner, växlar, datorer och radioapparater.
- Konsthantverk (försäljning av keramik och textil) i Mjölnarströms gamla skola har upphört. Skolan är sedan 2016 privatbostad.

## Ljusterö vindkraftpark

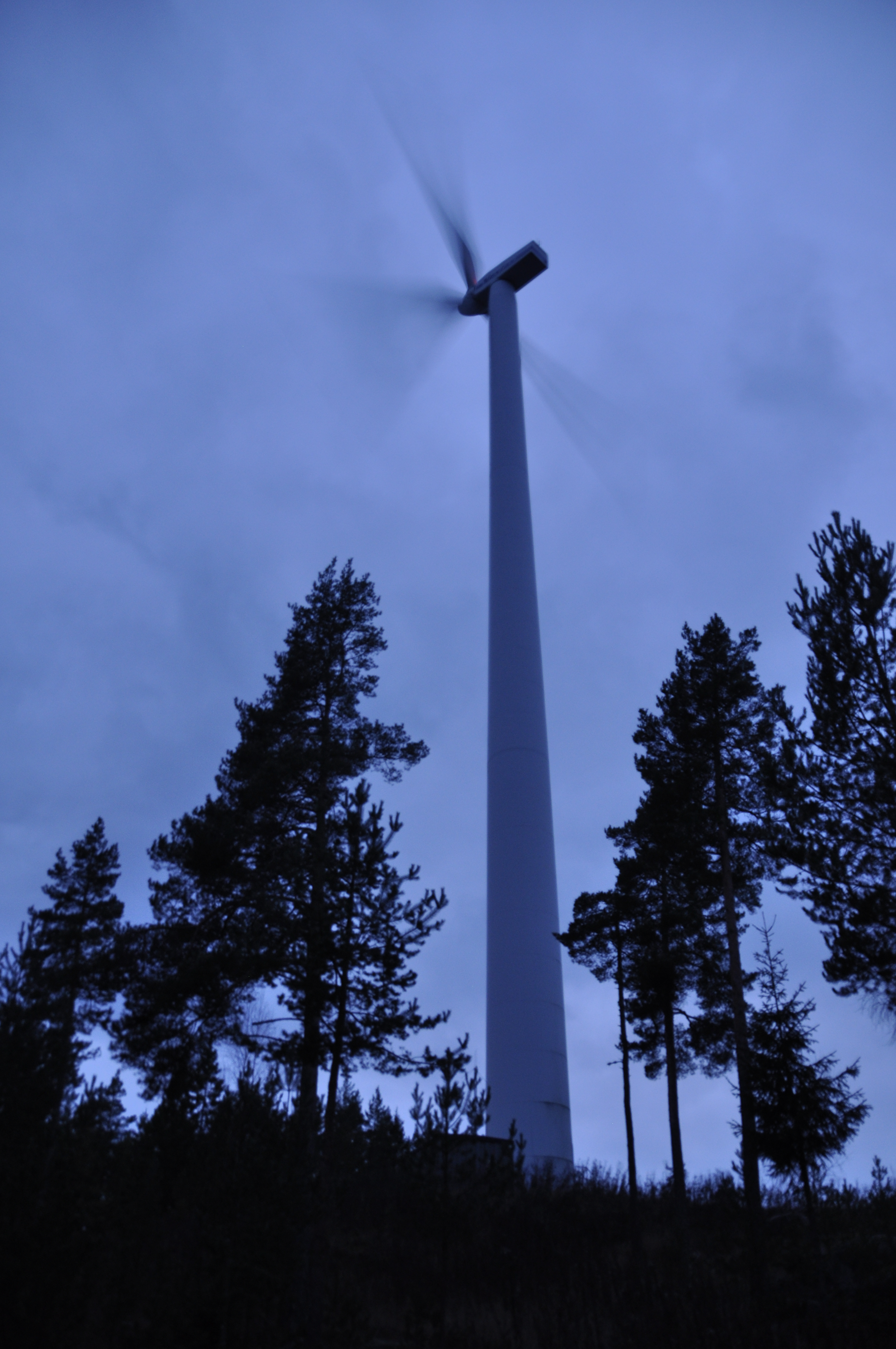
Ljusterö vindkraftpark 2014

På våren 2008 presenterades en plan på uppförande av ett stort antal vindkraftverk på Ljusterö på privata lantbruksfastigheter. Totalt handlade det om 23 st vindkraftverk med 2 MW generatoreffekt per kraftverk som beräknats kunna leverera totalt 126 500 MWh per år.
Idag (2008) finns ett vindkraftverk på knappt 1 MW generator effekt på en privat lantbruksfastighet och ytterligare ett verk på samma fastighet planeras att uppföras.
De nya kraftverken får en tornhöjd på 100 meter och en totalhöjd över marknivå inklusive rotor på 150 meter. Planerna på att uppföra ett så stort antal stora vindkraftverk i skärgårdsmiljö mötte ett kraftigt motstånd från många fastighetsägare på ön när det blev allmänt känt i mitten på 2008, vilket på hösten 2008 ledde till att en ideell föreningen grundades (med namnet "För Ljusterö natur och miljö") med syfte att värna om Ljusterös natur och miljö med som första mål att stoppa en vindkraftsutbyggnad enligt presenterad plan. Ett stort antal vindkraftverk ute i skärgården strider principiellt mot de riktlinjer för placering av vindkraftverk i Stockholmsregionen som utarbetats av Länsstyrelsen i Stockholms län och som presenterades i december 2007.
Förutsättningarna för vindkraftverk inom Österåkers kommun utreddes av SWECO under 2008 på uppdrag av kommunen. Rapporten utgör en del av kommunens beslutsunderlag liksom Österåkers översiktsplan som fastställdes 2006.
Tillsvidare har kommunen aviserat att tillstånd för ett mindre antal vindkraftverk kan bli aktuellt i tre områden, två på fastlandet och ett mindre område på Ljusterö i anslutning till befintligt vindkraftverk..
Den 25 maj 2009 togs ett beslut av Österåkers kommunstyrelse att skyddsavståndet mellan vindkraftverk över en viss installerad effekt och bostadsbebyggelse ska uppgår till minst 1000 meter på Ljusterö och övriga skärgårdsöar och minst 700 meter inom kommunens övriga fastlandsområden.

## Kända personer från Ljusterö
- Alfred Ander, (1873-1910) kypare, mördare av Viktoria Hellsten och den sista personen att avrättas i Sverige, med giljotin 1910 på Långholmen
- Björn Lind, född 1978 på Ljusterö, längdskidåkare.

## Bildgalleri

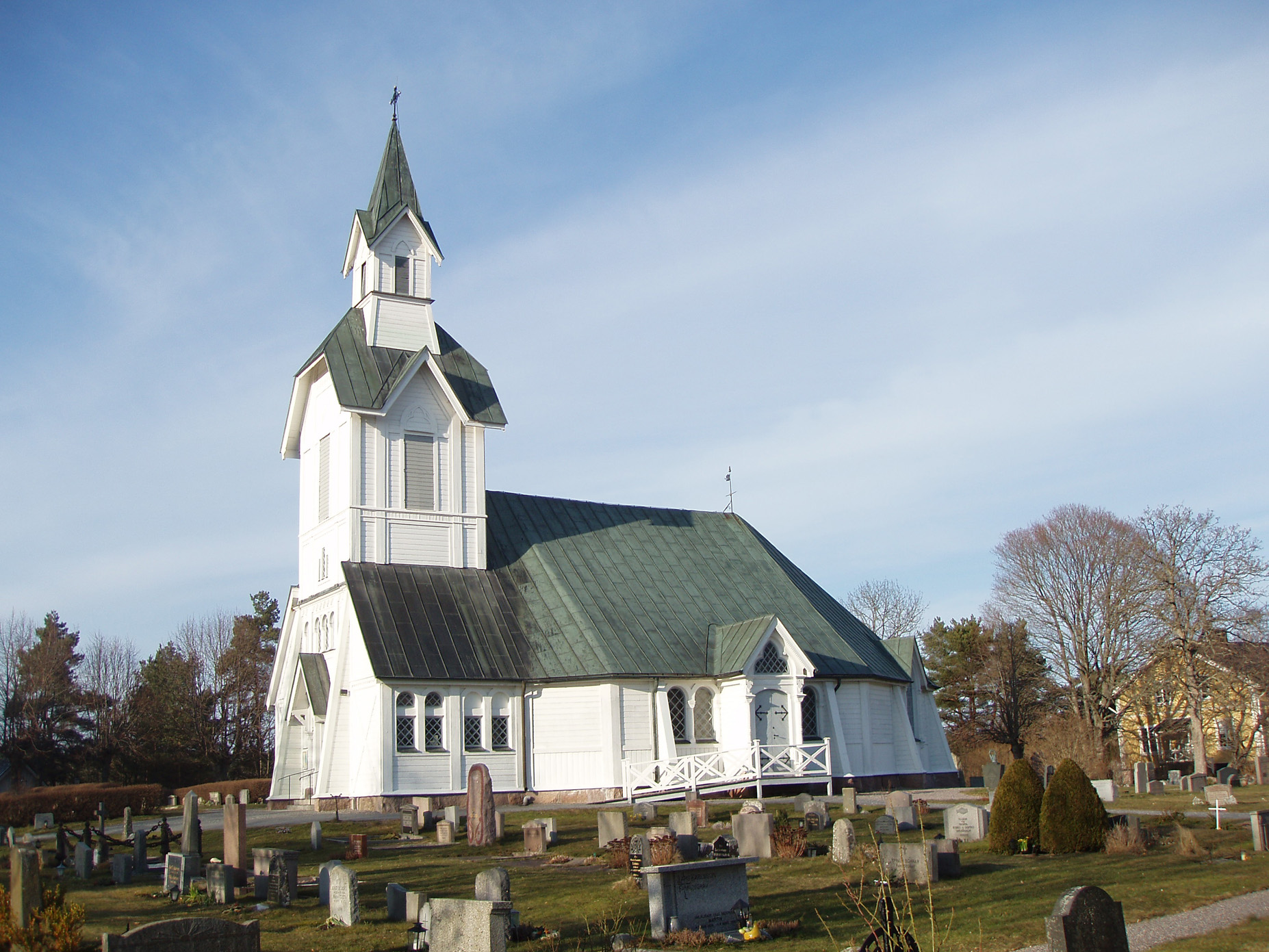
Ljusterö kyrka vid Mellansjö. Foto: Mars 2008.
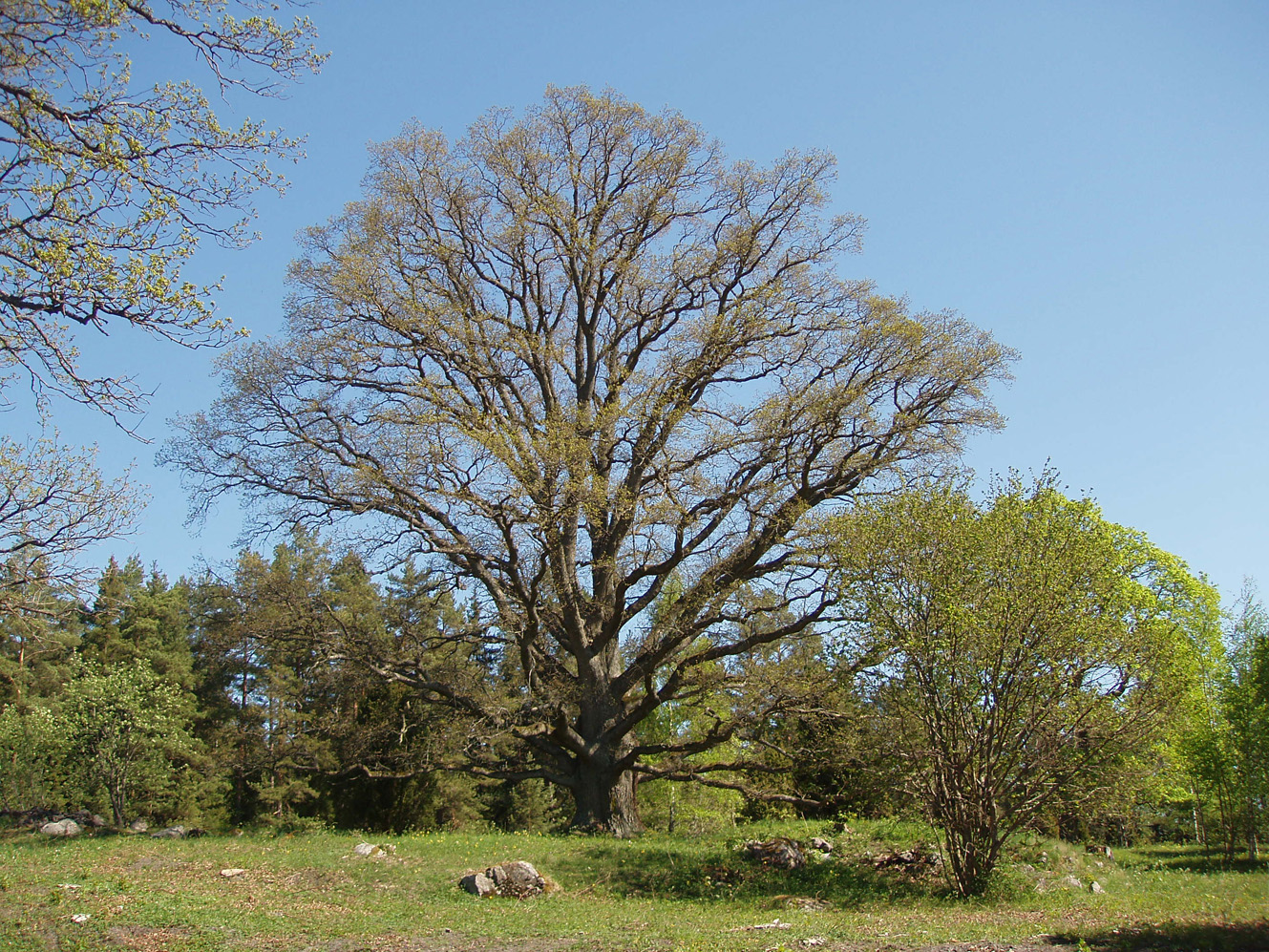
Flerhundraårig Ek vid Bössarviken, Norra Ljusterö. Foto: Maj 2008.
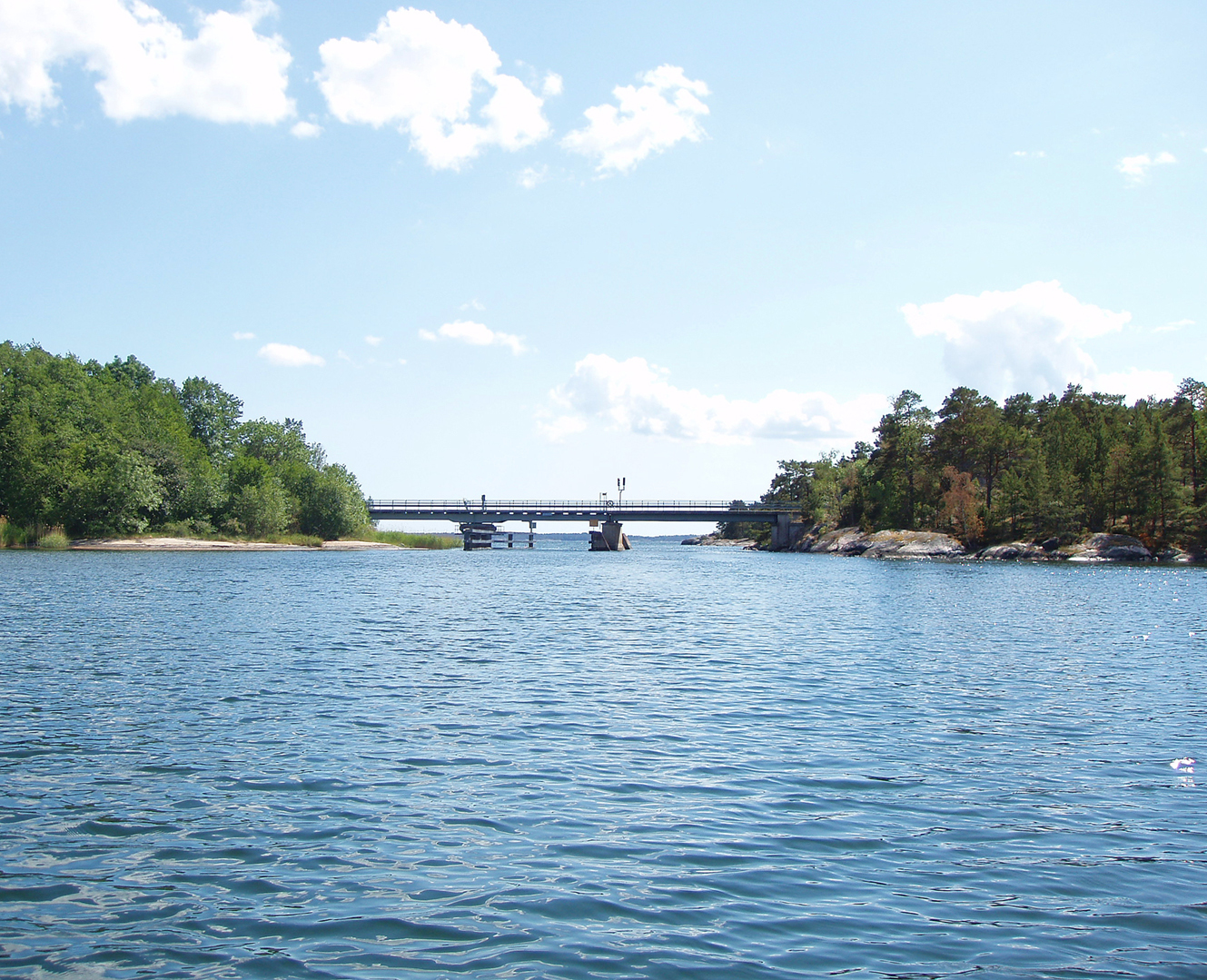
Klintsundet, "porten mot den yttre skärgården" och den öppningsbara svängbron mellan Västra- och Östra Lagnö. Foto: Juni 2008.
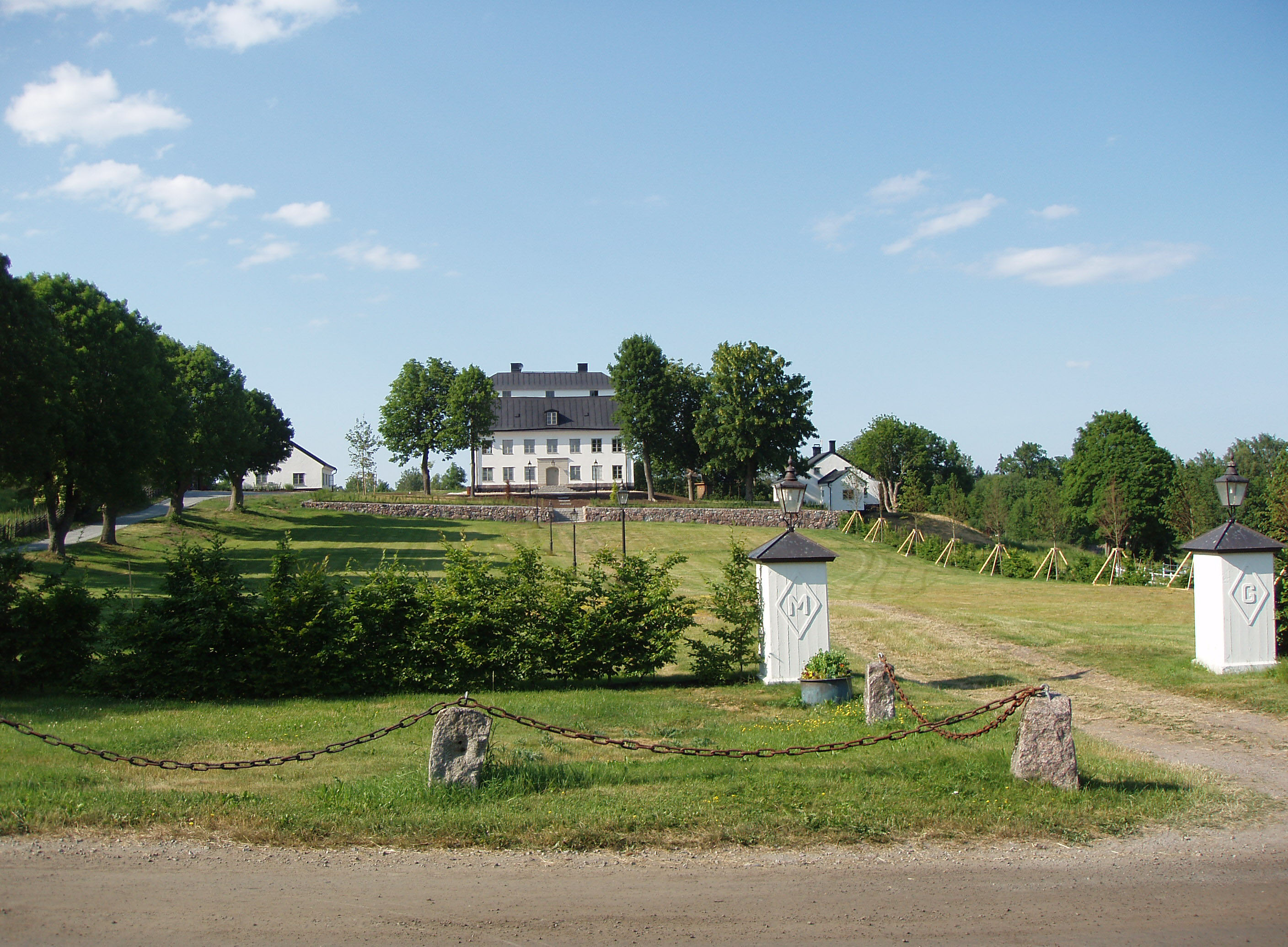
Marums gård, huvudbyggnaden med flygelbyggnader och park. Byggnaderna ursprungligen färdigställda på 1740-talet. Foto: Juli 2009.
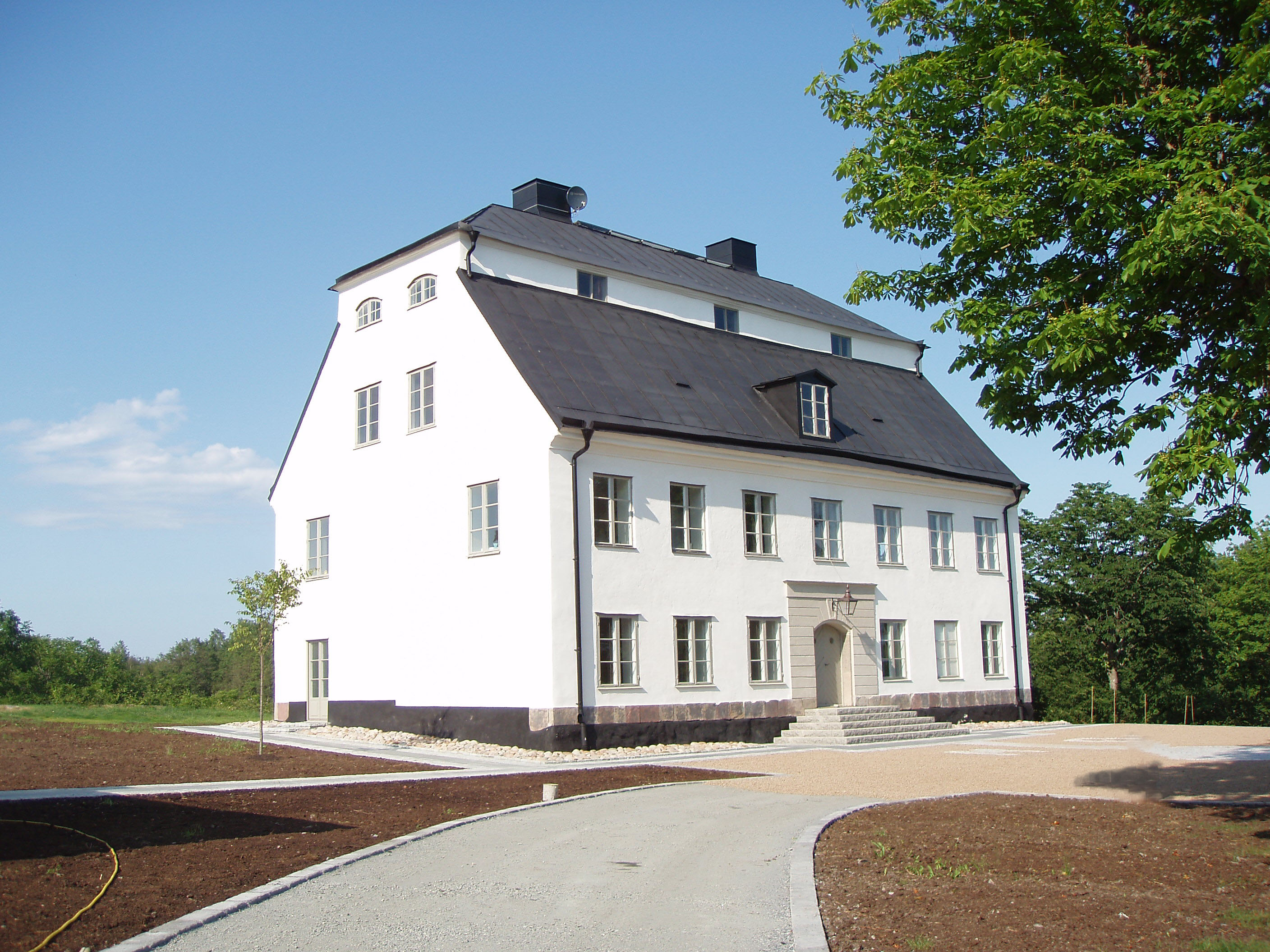
Marums gårds huvudbyggnad, exteriört renoverad under 2008-2009. Foto: Juli 2009.
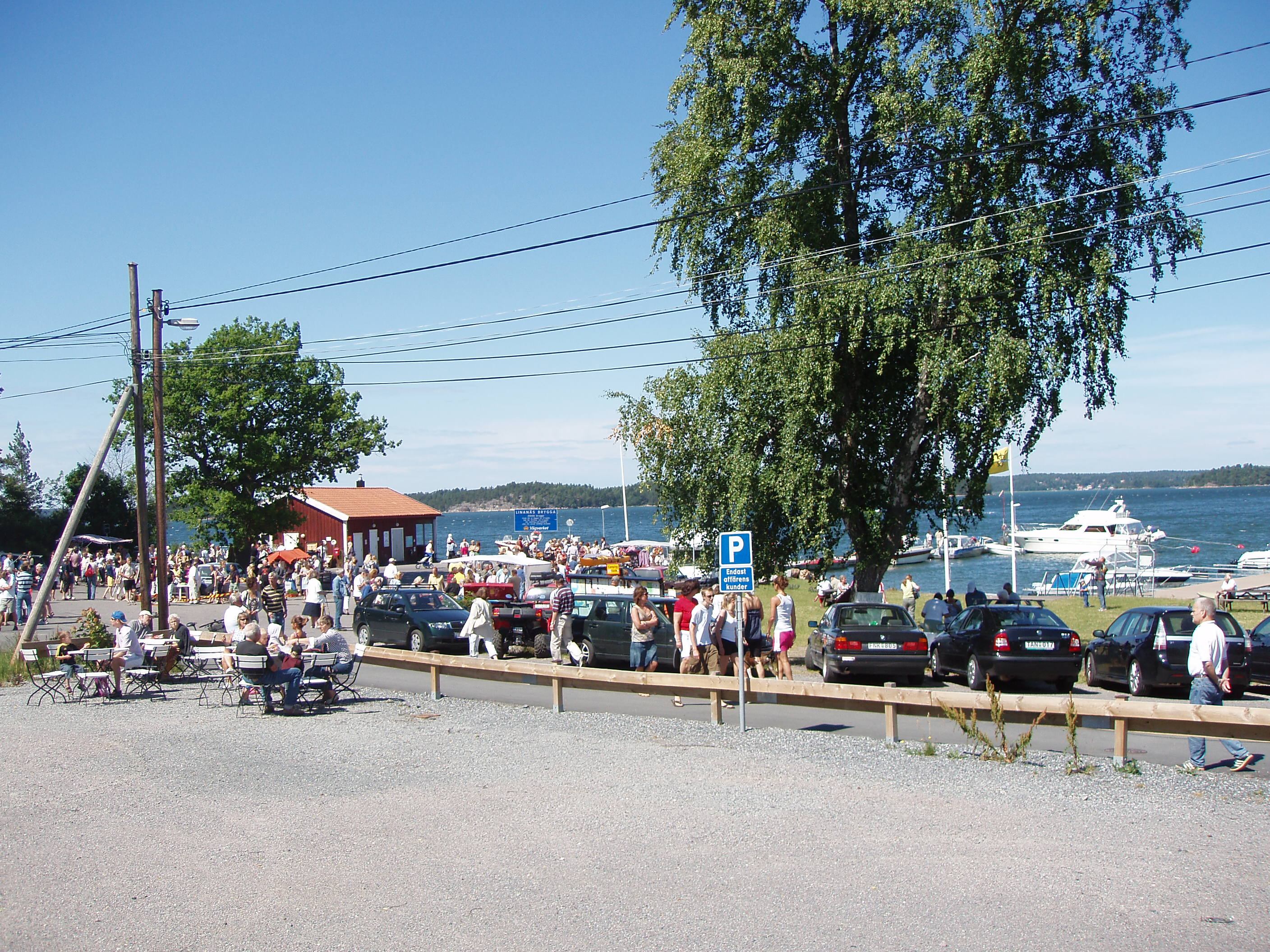
Marknad vid Linanäs brygga. Foto: Juli 2008.

## Bildgalleri Ljusterö, Stockholms läns museum
- Bilder från Ljusterö i Stockholms läns museums bildarkiv.

## Övrigt
- Ljusterö är den längsta sammanhängande ön i Stockholms skärgård, inräknat den fasta broförbindelsen mellan Västra Lagnö och Östra Lagnö vid Klintsundet. Från den nordligaste udden till den sydligaste är det c:a 30 km.
- Det kortaste avståndet till fastlandet är c:a 850 meter, mellan Småskärsudden och Ennäsudden.